# LEGO Ninjago (serie animata)
LEGO Ninjago (Lego Ninjago), precedentemente nota come LEGO Ninjago: Masters of Spinjitzu (Lego Ninjago: Masters of Spinjitzu), è una serie animata statunitense-danese fantasy prodotta dalla LEGO. È stata creata per coincidere con la linea di giocattoli da costruzione LEGO Ninjago, che si basa sui personaggi e sugli eventi della serie. È incentrata nel mondo immaginario di Ninjago, raccontando la storia di un gruppo di sei ninja adolescenti e le loro battaglie contro le forze del male. La serie è stata creata da Michael Hegner e Tommy Andreasen, due produttori cinematografici danesi. La trama è stata scritta dai fratelli Kevin e Dan Hageman fino alla nona stagione; il loro successore come capo sceneggiatore è stato Bragi Schut. Gran parte della musica è stata composta da Michael Kramer e Jay Vincent, mentre molte delle sigle di apertura sono cantate dal gruppo The Fold.
La serie è stata in produzione per undici anni e ha festeggiato il suo decimo anniversario il 14 gennaio 2021. È iniziata con due episodi pilota nel gennaio 2011 (quattro in italiano poiché ognuno è stato diviso in due parti), seguiti da due stagioni da 13 episodi l'una andate in onda in originale da dicembre 2011 a novembre 2012. Sia il tema LEGO che la serie avevano una durata prevista di tre anni, con la seconda stagione pianificata come finale originale. Tuttavia, il successo della serie e della sua linea di prodotti ha portato lo spettacolo a continuare la produzione, con ulteriori stagioni, un episodio speciale e un adattamento cinematografico non canonico con la serie. Ninjago: Masters of Spinjitzu è stato prodotto da WilFilm a Copenaghen, in Danimarca, per le sue prime dieci stagioni. La produzione è stata poi trasferita a WildBrain in Canada per le successive stagioni: da questo momento la serie è stata privata del suo sottotitolo e rinominata solo Ninjago. La serie si è conclusa il 1° ottobre 2022, con la seconda parte della quattordicesima stagione pubblicata su Netflix in Australia e Nuova Zelanda, mentre in Italia l'ultimo episodio è andato in onda il 17 novembre 2022.
In Danimarca, dove si trovano le società di produzione originali della serie, è stata presentata in anteprima su Cartoon Network. Negli Stati Uniti, è andata in onda su Cartoon Network fino al 2020, quando le anteprime sono state spostate su Netflix. In Canada, la serie è stata trasmessa su Teletoon e YTV. In Italia, la serie è andata in onda su Cartoon Network, mentre in chiaro è stata trasmessa su Boing.
Una serie sequel intitolata Ninjago: La rivolta dei draghi (Ninjago: Dragons Rising) ha debuttato il 1° giugno 2023 in originale e il 26 giugno dello stesso anno in Italia, continuando la storia originale, seppur con elementi narrativi diversi.

## Trama

### Sinossi
La storia è ambientata prevalentemente nel fittizio regno di Ninjago, luogo vagamente ispirato all'Asia orientale nell'apparenza e nella cultura. Pur presentando edifici dal design storico e abiti tradizionali, Ninjago è ambientato in un'epoca moderna; in particolar modo, la città di Ninjago City (uno dei luoghi cardini della serie) è una grande metropoli che comprende grattacieli, veicoli e tecnologie moderni o futuristici. La storia è incentrata su un gruppo di sette ninja adolescenti dotati dei poteri degli elementi che combattono contro le forze del male; la serie inizia con la formazione e l'addestramento di una squadra ninja dal maestro Sensei Wu, nell'immaginaria arte marziale dello "Spinjitzu", principale metodo di combattimento dei ninja. La loro base è una nave volante, il cui design cambia nel corso della serie. I ninja originali introdotti negli episodi pilota sono Kai, Cole, Jay e Zane, insieme a Nya, sorella di Kai, mentre Lloyd Garmadon, colui che diventerà il personaggio centrale della serie, fa la sua prima apparizione nella prima stagione.
La serie incorpora una dettagliata cultura immaginaria, spesso intessuta nella trama tramite spiegazioni o flashback. Parti di tali cultura si riscontrano in vari personaggi che compaiono nel corso delle stagioni: le tribù delle Serpentine, il signore del male Lord Garmadon (padre di Lloyd), l'esercito di pietra e molti altri.

### Stagione pilota
Nel mondo di Ninjago, Kai vive nella sua bottega da fabbro con sua sorella Nya. Un giorno, un vecchio di nome Wu chiede a Kai di seguirlo per attuare un addestramento e diventare un vero ninja. Il giovane fabbro si rifiuta, ma cambia idea quando sua sorella viene rapita dagli scheletri provenienti da un altro regno: l'Oltretomba. Kai si allena e diventa un ninja, conoscendo anche gli altri allievi di Wu. Il saggio maestro nomina quindi Kai maestro del fuoco, Jay maestro del fulmine, Cole maestro della terra e Zane maestro del ghiaccio. Il loro obiettivo è recuperare le armi d'oro, fortemente volute da Garmadon, fratello malvagio di Wu, anch'egli intrappolato nell'Oltretomba. Durante il recupero dell'ultima arma, Kai salva sua sorella ma viene ingannato da Garmadon e il maestro Wu, tentando di salvarlo, cade nell'Oltretomba. I ninja lo salvano, ma quando Samukai, generale degli scheletri, s'impossessa delle quattro armi d'oro, viene disintegrato dall'energia di esse, creando un portale che consente a Garmadon di fuggire dall'Oltretomba. Nonostante ciò, i ninja vanno a vivere con Wu e Nya al monastero.

### Prima stagione -Il risveglio dei serpenti
Dopo la fuga di Lord Garmadon dall'Oltretomba, i ninja sono ormai maestri nell'uso delle Armi d'Oro. Vengono allarmati quando Nya annuncia che Garmadon è tornato e sta spaventando un villaggio sui monti. Quando i ninja si recano lì, scoprono che si tratta di un bambino, cioè Lloyd Garmadon, figlio di Lord Garmadon, che cerca di prendere le orme del padre di super cattivo. Tuttavia, viene scacciato dai ninja.
Per vendetta, Lloyd libera quindi molte tribù di serpentine, cercando di prenderne il controllo, ma fallendo sempre. Quando si reca alla tomba degli Anacondrai, conosce Pythor, unico membro rimasto della sua specie. Quest'ultimo inganna Lloyd e riunisce tutte le tribù delle serpentine prendendone il comando. Lloyd viene salvato dai ninja e diventa loro alleato.
Nel frattempo, i ninja scoprono molte notizie, come ad esempio che Zane è un'androide (nindroide secondo la sua lingua), e che esiste una profezia che parla di un ninja verde, ovvero il ninja predestinato a sconfiggere Garmadon nella battaglia finale. Tutti si chiedono chi sia, ma l'attenzione dei ninja torna sulle serpentine che hanno un piano ben preciso, ovvero risvegliare il Great Devourer, un serpente gigante che ha morso Garmadon da piccolo facendolo diventare malvagio. Wu quindi va a cercare proprio Garmadon per chiedergli aiuto nel contrastare le serpentine, che però riescono nel loro intento di risvegliare il serpente gigante. Quest'ultimo divora Wu, ma anche Pythor stesso che lo ha risvegliato.
I ninja affrontano il Great Devourer, ma per sconfiggerlo sono costretti a fidarsi di Garmadon e a consegnargli le armi d'oro. Con quelle, Garmadon distrugge il serpente gigante e salva Ninjago. Inoltre i ninja scoprono che Wu è vivo, non essendo stato completamente digerito dal serpentone. Purtroppo però, Garmadon scappa con le armi d'oro, senza lasciare alcuna traccia.

### Seconda stagione -Il ninja verde
Dopo aver rivendicato le Armi d'oro, Garmadon recluta le serpentine e, per dimostrare loro l'immenso potere di cui adesso è in controllo, crea dai resti del Vascello del destino, distrutto dal Great Devourer, una nuova nave volante, sulla quale accoglie i suoi nuovi compagni sibilanti. A quel punto, si reca al luogo d'origine delle Armi dello Spinjitzu, i Picchi d'oro, per fonderle in una Super-arma, in grado di conferire il potere di creare, ma non quello di distruggere. Garmadon si rivela essere l'unico in grado di gestire il potere della Super-arma, esprimendo dei desideri che, però, prosciugano tutta la sua energia, costringendolo a limitarsi a un desiderio per giorno. Intanto, i ninja, dopo aver scoperto che il predestinato Ninja verde della profezia è Lloyd, iniziano ad allenarlo, in vista della Battaglia finale. Vengono aiutati da Dareth, maestro di arti marziali che si fa identificare come il Ninja marrone, nonostante non abbia alcun tipo di potere. Tuttavia, Dareth presta il suo dojo ai ninja per allenare Lloyd.
Quando Garmadon scopre che Lloyd è il Ninja verde, non volendo combattere contro il figlio, cerca in tutti i modi di impedire ai ninja di allenarlo. Inizialmente, desidera di riportare in vita il Capitan Soto, possessore originario del Vascello del destino, insieme alla sua ciurma di pirati, per combattere i ninja. Nella battaglia, Lloyd riesce a imparare lo Spinjitzu e, insieme ai ninja, a sconfiggere i pirati. Il giorno dopo, Garmadon crea delle copie malvagie dei ninja sotto il suo controllo. I ninja, non trovando un modo per sconfiggere loro stessi, vengono aiutati da Lloyd che, con l'aiuto dei suoi ex-compagni alla scuola per cattivi ragazzi di Darkley, rivelano la chiave per sconfiggere le copie dei ninja. Il giorno seguente, Dareth chiede aiuto ai ninja per pagare 2000 dollari per l'affitto del suo Dojo o sarebbe stato demolito. I ninja decidono così di procurarsi il credito necessario vincendo la corsa Ninjaball, una grande corsa tenuta attorno tutta Ninjago. Alla corsa, però, si unisce anche Garmadon, con l'intenzione di vincere i crediti in modo da privare i ninja del pagamento necessario per allenare Lloyd nel dojo. I ninja, pilotando il Raider ultra sonico, riescono a vincere la corsa Ninjaball e a salvare il dojo di Dareth. Alla fine della corsa, Garmadon raggiunge i ninja, ma questi riescono a recuperare dalle sue grinfie il loro Vascello. Nel tentativo di fermare i ninja ancora una volta dal completare l'allenamento di Lloyd, Garmadon riporta in vita una pericolosa creatura primitiva di Ninjago, il Grundle, per aizzarlo contro i ninja. In quel momento, il potere della Super-arma ha effetto anche sui ninja, trasformandoli in dei bambini. Per sconfiggere il Grundle e far tornare i ninja alla normalità, il Maestro Wu usa su di loro il Tè di domani, uno speciale tipo di tè in grado di accelerare l'invecchiamento, che finisce per avere effetto anche su Lloyd, trasformandolo in coetaneo dei ninja. A quel punto, i ninja cercano di affrontare Garmadon che, grazie al potere della Super-arma, viaggia indietro nel tempo per far sì che i ninja non si fossero mai trovati insieme per allenare Lloyd. I ninja fanno giusto in tempo a seguire Garmadon nel passato, dove, usando il potere delle Armi d'oro di quell'epoca, riescono a privare Garmadon della sua Super-arma, che, insieme alle Armi d'oro del passato, viene catapultata nello spazio sulla cometa Arcturus, facendo sì che tutti tornassero nel presente. Privato della sua Super-arma, Garmadon è in cerca di un nuovo e oscuro potere che spera di trovare sull'Isola delle tenebre, la cui esistenza è testimoniata in diverse leggende, ma viene gettato in mare, tradito dalle serpentine, di cui Skales, il nuovo generale degli Hypnobrai, prende il comando.
Nel frattempo, i ninja incontrano Misako, madre di Lloyd, che gli narra il racconto di come il Primo Maestro di Spinjitzu affrontò in battaglia per secoli l'Overlord e l'esercito di pietra, ma, essendo entrambe le metà potenti, non gli restò che dividere Ninjago in due isole e bandire l'Overlord per sempre. In quel momento, l'esercito di pietra, preservato nel museo di storia di Ninjago e nei sotterranei di Ninjago City, viene risvegliato dal veleno del Great Devourer. Intanto, Garmadon naufraga sull'Isola delle tenebre, che si rivela essere la metà divisa di Ninjago dov'era stato bandito l'Overlord. Quest'ultimo si allea con Garmadon e, estraendo l'Elmo delle ombre, attiva l'Orologio celeste, che, allo scoccare dello zero, avrebbe indicato l'inizio della Battaglia finale.
Indossando l'Elmo delle ombre, Garmadon ha il potere di controllare l'esercito di pietra, al quale, ormai risvegliato, ordina di raggiungere l'Isola delle tenebre per fargli estrarre grandi quantità di Materia oscura, con la quale l'Overlord avrebbe fatto realizzare per lui una nuova Super-arma. Per prevenire la Battaglia finale, i ninja seguono l'esercito di pietra in mare a bordo del Vascello del destino. Nel tragitto, si imbattono in un faro dove incontrano l'inventore di Zane, il Dr. Julien, che si unisce ai ninja seguendoli fino alla loro meta. Arrivati sull'isola, riescono a identificare la posizione del Tempio della luce, che dona ai ninja l'energia pura degli elementi per risvegliare in Lloyd il potere del Primo Maestro di Spinjitzu. A quel punto, la nuova Super-arma di Garmadon era completata: il Garmatron, un enorme carro armato in grado di lanciare dardi di Materia oscura che avrebbero consumato il mondo nell'oscurità. È così che Garmadon e i ninja scoprono del vero piano dell'Overlord per infrangere l'equilibrio fra il bene e il male, ma è troppo tardi.
L'Overlord tradisce Garmadon, impossessandosi del suo corpo, e si dirige con l'esercito di pietra a Ninjago City per consumarla nell'oscurità, in modo da alterare l'equilibrio e porre fine al conflitto una volta per tutte. I ninja, con l'aiuto dell'Ultra drago e del Mech d'oro, seguono l'Overlord a Ninjago, il quale riesce a trasformarsi in un colossale drago oscuro. I ninja vengono consumati dal male, uno dopo l'altro, ma Lloyd riesce a liberare il suo Vero potenziale, trasformandosi nel Sommo Maestro di Spinjitzu, e a sconfiggere l'Overlord. La malvagità viene eliminata da Ninjago, inclusa quella di Garmadon che, tornato buono, riabbraccia la sua famiglia.

### Terza stagione -Il riavvio
Dopo la sconfitta dell'Overlord, i ninja sono costretti a ritirarsi e a lasciare l'azione a Lloyd, dedicandosi a lavorare come professori alla nuova accademia del Maestro Wu. In questo periodo, Ninjago City ha subito una rivoluzione informatica e tecnologica grazie all'inventore Cyrus Borg, il quale invita i ninja e la loro classe di studenti per un tour alla Torre Borg, una nuovissima torre, eretta nel luogo dove avvenne la Battaglia finale, al centro di Ninjago City. Qui, Zane fa la conoscenza di P.I.X.A.L., l'assistente robotica di Borg con la quale sviluppa confidenza e che, incuriosita, chiede lui il permesso di scansionare il suo sistema. Ma quando non sembrava più esserci una minaccia da affrontare, i ninja scoprono che l'Overlord è riuscito a sopravvivere sotto forma di virus digitale, intrappolato nei sistemi della Torre Borg, cosa che gli conferisce il controllo dei sistemi informatici dell'intera città.
Borg, all'insaputa dell'Overlord, riesce a consegnare ai ninja le Tecno-lame, delle armi tecnologicamente avanzate in grado di riavviare il sistema ed eliminare il virus dell'Overlord. Quest'ultimo scopre che i ninja sono in possesso delle Tecno-lame e prende il controllo dei sistemi di sicurezza di Ninjago City per fermarli. A quel punto, Lloyd interviene per salvare i suoi amici prendendo il controllo del sistema, ma l'Overlord capisce che il suo Potere d'oro non fa altro che renderlo più potente, e utilizza i dati che P.I.X.A.L. ha registrato di Zane per iniziare la produzione di un esercito di nindroidi, con l'obbiettivo di catturare Lloyd e prosciugare il suo potere. Lloyd, con l'aiuto di Garmadon, si allontana il più lontano possibile dalla città, mentre il resto della squadra è intento a fermare l'Overlord e i nindroidi, privandoli della loro fonte di energia. Così, i ninja riescono a entrare nella centrale energetica di Ninjago City e, grazie al potere delle Tecno-lame, a spegnere il generatore centrale, causando l'immediato spegnimento di tutti i nindroidi e la fine dell'Overlord.
Una misteriosa figura incappucciata riesce però a procurare per l'Overlord una fonte di energia alternativa, gli elettro-cobra, permettendogli di tornare. A bordo del Dragone nindroid, la figura incappucciata si rivela essere Pythor, sopravvissuto al Great Devourer, e riesce a far catturare Lloyd e a iniziare a prosciugare il suo potere. Senz'alcuna alternativa, i ninja, grazie al programma incredibilmente avanzato sviluppato da Cyrus Borg, riescono a entrare nel "Digiverse" in modo da affrontare ed eliminare il virus dell'Overlord dall'interno del sistema, dove riescono ad attingere il Potere d'oro di Lloyd che l'Overlord sta prosciugando e a usarlo contro di lui per distruggerlo, ma non in tempo. Il Dragone nindroid si schianta, permettendo a Lloyd di liberarsi. Al contempo, l'Overlord, grazie al Potere d'oro di Lloyd, è riuscito a formare un debole corpo che gli ha permesso di uscire dal Digiverse, prima che i ninja lo distruggessero, e tornare nel mondo reale. Per prevenire l'Overlord dal completare il suo nuovo corpo, Lloyd torna con i ninja al Tempio della luce e decide di privarsi del suo Potere d'oro dividendolo ai suoi amici.
Impossibilitato dal prosciugare il Potere d'oro da Lloyd, l'Overlord realizza che lo stesso potere è detenuto dalle Armi d'oro dello Spinjitzu, finite sulla cometa Arcturus. Un'orda di nindroidi si dirige così nello spazio per recuperare le Armi d'oro. I ninja non riescono a fermare l'Overlord in tempo, il quale fonde le Armi dello Spinjitzu nell'Armatura d'oro, che gli avrebbe conferito poteri ai livelli di quelli del Primo Maestro di Spinjitzu, trasformandolo nel Maestro d'oro e permettendogli il completo controllo di Ninjago City. I ninja cercano di contrastare il suo potere indossando le Armature di pietra, create dall'Overlord per contrastare il Potere d'oro del Primo Maestro di Spinjitzu, ma non si rivelano abbastanza. Rimasto senz'altra scelta, Zane si lancia verso l'Overlord e decide di sacrificarsi attingendo potere dall'Armatura d'oro, il che gli causa un sovraccarico che distrugge i corpi di entrambi.

### Quarta stagione -Il torneo degli elementi
Dopo la morte di Zane, i ninja sono demotivati e hanno preso strade diverse. Nonostante ciò, Lloyd tenta di riunire la squadra invitando tutti a cena al ristorante. Attirati da tizi misteriosi, vengono invitati al Grande torneo degli elementi tramite un biglietto dal proprietario del ristorante: Chen. Nel messaggio scritto rivela ai ninja che Zane è ancora vivo e di sapere anche dove si trova.
I ninja partono quindi per l'isola di Chen, ma vengono seguiti da Garmadon, insospettito dalla situazione. Garmadon rivela ai ninja che Chen è un maestro malvagio che ha seguito quando era ancora cattivo. I ninja arrivano sull'isola e scoprono che esistono altri maestri degli elementi. A quel punto il torneo ha inizio. Inoltre, Kai, durante la permanenza sull'isola, si innamora di Skylor, maestra dell'ambra.
Intanto, cercando Zane, i ninja scoprono che il torneo è soltanto una farsa che serve a Chen per impossessarsi dei poteri degli elementi e diventare un anacondrai grazie a un incantesimo del libro del suo braccio destro Clouse. I ninja trovano Zane, felici che sia vivo. Lui infatti è riuscito a ricostruirsi da solo e, inoltre, ha anche immesso P.I.X.A.L. nel suo sistema come assistente vocale. Tuttavia, i ninja scoprono anche che Skylor è figlia e alleata di Chen, con grande rammarico di Kai. Tuttavia la ragazza si pente e si allea con i ninja.
Clouse viene bandito nel regno maledetto da Garmadon, ma Chen riesce comunque a fare l'incantesimo, trasformando sé stesso e i suoi scagnozzi in anacondrai. Per fermarlo i ninja lo intrappolano in un dirupo chiamato il corridoio degli anziani. Purtroppo però, per fermare Chen, Garmadon è costretto a sacrificarsi entrando nel regno maledetto, in modo che i fantasmi dei veri anacondrai possano uscire e vedere il disastro creato da Chen. I fantasmi vedendo la pagliacciata bandiscono Chen nel regno maledetto mettendo fine al suo dominio. I ninja, rammaricati per la scomparsa di Garmadon, bruciano il libro di Clouse e dichiarano di proteggere Ninjago da qualunque nemico.

### Quinta stagione -Possessione
Lloyd viene chiamato al museo di Ninjago per dei problemi. Arrivato lì, scopre che una guardia è stata posseduta da un fantasma, Morro. Quest'ultimo è scappato dal regno maledetto quando Garmadon ha aperto il portale per sconfiggere Chen. Morro s'impossessa del corpo di Lloyd e attacca i ninja e cerca di prendere il bastone del maestro Wu. Su di esso è infatti incisa la posizione della tomba del Primo maestro di Spinjitzu. Morro infatti era un ex allievo di Wu e maestro del vento. Wu si era illuso che Morro poteva essere il ninja verde, ma quando non fu così, il suo allievo si vendicò giurando di trovare la tomba del primo maestro di Spinjitzu, dove è custodito il cristallo del regno, capace di aprire portali per qualsiasi regno.
Misako intanto scopre che il primo simbolo sul bastone di Wu significa Airjitzu. Tuttavia il rotolo per imparare l'Airjitzu è stato rubato da Ronin, un ladro che Morro va quindi a trovare per impossessarsi del rotolo. I ninja per apprendere l'Airjiztu trovano quindi un altro modo, bensì quello di recarsi al tempio del Sensei Yang, inventore di tale tecnica. Purtroppo il tempio è maledetto e Cole non esce in tempo diventando un fantasma. 
D'altro canto i ninja hanno appreso l'Airjitzu e scoperto che i fantasmi vengono sconfitti con l'acqua. È qui che Wu rivela a Nya che sua madre era maestra dell'acqua e che anche lei dovrà diventarlo. Con l'Airjitzu i ninja raggiungono il regno delle nuvole dove scoprono le reali intenzioni di Morro. Lui vuole portare a Ninjago l'Entità Preminente, ovvero il regno maledetto reincarnato.
I ninja, quindi, battono Morro sul tempo per trovare la tomba del primo maestro di Spinjitzu, ma lui gli chiede uno scambio. Essendo il fantasma ancora in possesso del corpo di Lloyd, chiede ai ninja di dargli il cristallo del regno al posto del loro amico. I ninja sono costretti ad accettare, ma non si danno per vinti. 
Morro intanto si reca al villaggio portuale di Stiix e apre il portale per l'Entità Preminente. Migliaia di fantasmi entrano a Ninjago, ma con l'astuzia Lloyd si intrufola nel villaggio e combatte con Morro viaggiando per tutti i regni. Alla fine Morro riesce ad avere la meglio. Le persone scappano in mare con un battello, ma il Preminente li segue anche in acqua a loro sorpresa. A quel punto Nya sblocca il suo vero potenziale da ninja dell'acqua e inonda l'Entità Preminente distruggendola, che richiama tutti i fantasmi nel regno maledetto, incluso Morro che a quel punto si pente e consegna il cristallo del regno al maestro Wu, lasciandosi andare in acqua. Dopo la vittoria, i ninja usano il cristallo del regno per liberare Lloyd e con il battello tornano a casa.

### Sesta stagione -Skybound
Dopo aver sconfitto l'Entità Preminente i ninja sono diventati famosi. Questa popolarità non permette loro di fermare Clouse, uscito dal regno maledetto quando Morro ha aperto il portale. Clouse si reca a Stiix dove trova la teiera di Tyrahn, con cui libera Nadakhan, un cattivo djinn capace di far esprimere desideri ma ingannando con l'astuzia. Clouse, però, viene ingannato dallo stesso Nadakhan che sentendosi finalmente libero dopo secoli va in giro per Ninjago.
Volendo recuperare la sua ciurma sparsa per vari regni, s'impossessa del cristallo del regno, ma si sbarazza anche dei ninja spacciandosi per loro e commettendo crimini. I ninja vengono così arrestati ingiustamente e portati alla prigione di Kryptarium, dove incontrano Capitan Soto. Quest'ultimo rivela che l'unico modo per sconfiggere un djinn è con il veleno di una vedova tigre. Inoltre svela a Nya che assomiglia a Delara, compagna e moglie defunta di Nadakhan.
Il djinn, con la sua ciurma, scopre che il suo regno natale, Djinjago, è stato distrutto, poiché collegato al regno maledetto, fatto collassare dai ninja. Nadakhan quindi si vendica ricostruendo Ninjago con isole volanti, e cattura tutti i ninja nella sua spada usando i tre desideri, tranne Jay e Nya. Quest'ultima infatti, dopo aver dichiarato il suo amore per Jay, viene presa dal djinn. Nadakhan si sposa con Nya, contro la sua volontà, e con questo riesce a ricevere desideri infinti. La ciurma di Nadakhan, capendo che il loro capitano pensa solo a se stesso, si allea con Jay.
Nadakhan viene quindi colpito da un proiettile con il veleno della vedova tigre, ma viene colpita anche Nya, vicino a lui. Jay ha un solo desiderio, ma deve scegliere se salvare Nya o Ninjago. Nadakhan, indebolito, cerca di colpire Jay, rammaricato per Nya che muore fra le sue braccia. Allora Jay desidera che tutto torni come prima, quando Nadakhan non era ancora stato liberato. Il desiderio viene esaudito e il tempo torna indietro. Nessuno ricorda gli eventi successi tranne Nya e Jay che si dichiarano ufficialmente fidanzati. Clouse non trova la teiera di Tyrann e Nadakhan non viene mai liberato.

### Speciale Halloween -Il giorno di chi non c'è più
Nel giorno di chi non c'è più, una commemorazione fatta ai defunti, i ninja vengono presentati alla Sala della Malvagità, una mostra con manichini a grandezza naturale dei malvagi combattuti nel corso degli anni. Successivamente, i ninja partono per commemorare i loro antenati caduti. Mentre lo fanno, Cole si rende conto che la sua forma spettrale sta svanendo, così si reca al tempio di Yang per saldare il debito. Mentre si trova lì, apre accidentalmente un passaggio verso il regno dei defunti, rianimando vecchi nemici dei ninja attraverso i loro manichini nella Sala della Malvagità.
Yang ordina ai fantasmi dei nemici dei ninja, oltre che a Pythor, di vendicarsi di coloro che li hanno distrutti per rimanere a Ninjago e non tornare nel Regno dei Defunti. Chen combatte Kai e Nya, Pythor lotta contro Lloyd, Cryptor sfida Zane, Morro insegue Wu, Kozu insegue Dareth e Samukai affronta Jay. Mentre i malvagi si sparpagliano per vendicarsi, Cole scopre che Yang sta cercando di risorgere usando la spaccatura del ritorno.
Mentre Yang tenta di aprire la spaccatura, Cole combatte i suoi seguaci, mentre i suoi compagni ninja combattono i loro vecchi nemici. Tuttavia, Morro cerca invece la redenzione e avverte Wu del piano di Yang. I ninja sconfiggono ancora una volta i loro avversari, tranne Pythor che riesce a fuggire. I ninja quindi si riuniscono e si avviano al tempio di Yang, dove Cole sta combattendo sul tetto contro di lui. Yang demoralizza Cole, che trova speranza quando i suoi amici arrivano, permettendogli di prendere il sopravvento, mentre i seguaci di Yang attraversano la spaccatura. 
Yang dice a Cole che desiderava essere immortale per non essere dimenticato, ma Cole assicura che verrà ricordato come il creatore dell'Airjitzu. 
I due cercano di attraversare la spaccatura, ma Yang rimane indietro, come un fantasma, poiché deve rimanere nel tempio. Così Cole attraversa il varco e ridiventa umano tranne che per una cicatrice sulla testa. I ninja concludono quindi la loro celebrazione del Giorno dei defunti, radunati intorno al loro nuovo tempio dell'Airjitzu.

### Settima stagione -Le lancette del tempo
A Ninjago fa il suo ritorno Acronix, uno dei due gemelli maestri del tempo. Ad aspettarlo c'è il maestro Wu al monastero che sapeva che sarebbe tornato. Acronix non ha problemi a battere Wu, ma in quel momento arrivano i ninja che lo sfidano. Tuttavia Acronix scappa e si congiunge con suo fratello Krux, rimasto nascosto per quarant'anni sotto l'identità del Dottor Saunders.
I ninja fanno inoltre conoscenza con i vermillion, potenti samurai serpenti allevati da Krux e Acronix. L'esercito di vermillion rapisce Cyrus Borg e Wu e ruba tutto il metallo presente a Ninjago. Così, con l'aiuto delle serpentine, i ninja scoprono dove i vermillion sono allevati, ovvero nelle paludi tossiche. 
Intanto i ninja hanno a che fare con diverse situazioni misteriose: Kai studia un elmo preso da un vermillion e si accorge che su di esso c'è il marchio della bottega dei suoi genitori; Nya scopre che un'altra persona ha assunto l'identità di Samurai X; Zane non riesce più a comunicare con P.I.X.A.L. apparentemente scomparsa dal suo sistema.
Nel mentre, Krux e Acronix raccolgono le lame in cui è concentrato il potere del tempo. Infatti, quarant'anni prima, i due gemelli dopo le guerre delle serpentine si erano rivoltati contro tutti dichiarandosi più potenti. Allora i genitori di Kai e Nya avevano costruito delle potenti lame con cui catturare il potere del tempo.
Quando i ninja arrivano alle paludi tossiche scoprono che i due fratelli stanno costruendo, costringendo Cyrus Borg, l'Iron Doom, una potente macchina del tempo.
Kai e Nya intanto scoprono che i loro genitori, Maya e Ray, sono vivi. Infatti sono stati ricattati e costretti a lavorare da Krux per quarant'anni.
Krux e Acronix riescono nel loro intento di costruire l'Iron Doom e scappano via nel tempo, ma Kai, Nya e Wu li seguono di nascosto. I gemelli arrivano a quarant'anni prima, cercando di evitare la loro sconfitta e cambiare il futuro. Vengono però nuovamente fermati e tentano di scappare ancora nel tempo. Inizia un combattimento sull'Iron Doom, ma quando Wu si accorge di star attraversando il presente, getta Kai e Nya dalla macchina rimanendo a combattere da solo contro Krux e Acronix. I ninja salvano quindi Ninjago, ma Wu resta disperso nel tempo.

### Ottava stagione -I figli di Garmadon
Un anno dopo che il maestro Wu si è perso nel tempo, i ninja si sono sparsi per Ninjago per completare missioni diverse. Vengono tuttavia riuniti da Lloyd per parlare della minaccia dei Figli di Garmadon, una misteriosa organizzazione criminale che sta impazzando a Ninjago City. I ninja vengono invitati quindi a proteggere la famiglia reale, che li invita anche al palazzo. Qui Lloyd conosce e si innamora della principessa Harumi, adottata dalla famiglia reale. La notte, però, i Figli di Garmadon attaccano il palazzo uccidendo l'imperatore e l'imperatrice, ma i ninja riescono a salvare Harumi. Lloyd decide quindi di informarsi sui figli di Garmadon consultandosi con Mystaké. Quest'ultima gli rivela che le intenzioni della gang sono quelle di recuperare le tre maschere Oni, con cui resuscitare la parte più oscura di Garmadon. I ninja intanto scoprono che la gang è comandata da un misterioso ignoto, il silenzioso. Inoltre Zane si intrufola tra i Figli di Garmadon, con l'aiuto di Cole che viene catturato. Zane scopre che i membri più importanti sono Killow, Ultra Violet e Mr. E, quest'ultimo un nindroide come lui. Cole invece trova un bambino rapito dalla Gang e lo porta via. I ninja riescono a riunirsi insieme e raggiungono l'occhio del ciclone, posto in cui si trova l'ultima maschera Oni. Una tempesta però crea scompiglio facendo precipitare la loro nave volante.
Lloyd e Harumi rimangono da soli e trovano l'ultima maschera Oni. Qui Lloyd scopre che però Harumi è il silenzioso, ovvero il capo dei Figli di Garmadon. Infatti i suoi veri genitori sono morti quando il Great Devourer ha distrutto Ninjago City ne Il risveglio dei serpenti. Lei infatti considera Garmadon il vero Salvatore ed è per questo che vuole resuscitarlo. Intanto i ninja scoprono che il bambino rapito da Cole è in realtà il maestro Wu, ancora sotto l'effetto delle lame del tempo. I Figli di Garmadon rapiscono Lloyd e lo mettono in gabbia insieme a sua madre, Misako, per rendere più complicato il salvataggio degli altri ninja. Inizia così il rituale per resuscitare Garmadon. Nonostante il diversivo, i ninja fermano Harumi e il rituale fallisce.
Tutta la Gang finisce dietro le sbarre e a Ninjago torna la pace. Tuttavia, il rituale era stato completato e Garmadon riesce a resuscitare, liberando Harumi e la gang. Lloyd prova a fermare il padre, ma così facendo non fa altro che potenziarlo. Lloyd viene reso in fin di vita, ma viene salvato dagli altri ninja che lo portano da Mystaké, che dà ai ninja il tè del viaggiatore, utile per andare in altri regni. Garmadon torna quindi a Ninjago con un colosso di pietra con cui distrugge ogni cosa. 
Lloyd riprende coscienza, ma resta senza i suoi poteri. Con Nya e Misako, cerca di portare in salvo il piccolo maestro Wu, riuscendoci e consegnandolo agli altri ninja presenti sul Bounty, la loro nave volante. Ma mentre scappano, il colosso di pietra blocca il Bounty cercando di distruggerlo. Non sapendo come liberarsi i ninja usano il tè che aveva dato loro Mystaké che li porta in un luogo sconosciuto. Il colosso distrugge la nave, convincendo Lloyd e Nya che gli altri ninja sono morti. Garmadon prende così il possesso di Ninjago. Tuttavia, Cole, Kai, Jay, Zane e il piccolo Wu sono vivi e si trovano dispersi nel Primo Regno, il regno degli Oni e dei draghi.

### Nona stagione -Braccato
Una settimana dopo che Garmadon ha preso il possesso di Ninjago, Lloyd, Nya, P.I.X.A.L. e Misako sono ancora tristi per la perdita degli altri ninja. Quello che non sanno è che questi ultimi sono dispersi nel Primo Regno, luogo di nascita del Primo Maestro di Spinjitzu. Mentre Cole e il piccolo Wu cercano cibo, Kai, Zane e Jay vengono catturati dai cacciatori di draghi, comandati dal Barone di Ferro. Cole e Wu tentano di salvarli e ci riescono, liberando anche tutti i draghi maltrattati. Il Barone va su tutte le furie e chiede ai cacciatori di seguire i ninja e catturarli.
Intanto Lloyd e gli altri, a Ninjago, scoprono che alcuni pezzi del Bounty non ci sono, capendo così che gli altri ninja sono vivi. Nonostante tutto sono in seria difficoltà, poiché il ninja verde è continuamente braccato dai Figli di Garmadon. In una spedizione assegnata da Garmadon a Mr. E, la gang riesce a trovare Lloyd e i suoi aiutanti, che però vengono salvati da Skylor e gli altri maestri elementali conosciuti durante il torneo degli elementi. Loro portano Lloyd da Mystaké, che gli rivela dove sono gli altri ninja, cioè nel Primo regno. Nasce così la resistenza per fermare Garmadon. Quest’ultimo intanto distrugge Mr. E per non essere riuscito a catturare Lloyd.
Cole, Kai, Zane, Jay e Wu, intanto, scappano nel Primo regno dal Barone di ferro. Vengono raggiunti da Heavy Metal, il miglior cacciatore del Barone, che in realtà si rivela essere una donna di nome Fede. Lei decide di allearsi con i ninja quando scopre che Wu, ormai cresciuto e adolescente, è il figlio del Primo Maestro di Spinjitzu. I ninja partono quindi alla ricerca di Primigenia, la madre di tutti i draghi, le uniche creature che possono viaggiare attraverso i regni e riportarli a Ninjago. Il Barone di Ferro cattura tuttavia i ninja e costringe Wu a farsi portare da Primigenia per prendere il potere e controllarla. Ma Primigenia si rivolta contro il Barone gettandogli lava fusa addosso e mettendo fine al suo dominio. Wu fa quindi amicizia con Primigenia e la cavalca. Con i draghi, i ninja tornano a Ninjago, mentre i cacciatori promettono di trattare meglio i draghi in futuro, sotto il comando di Fede.
A Ninjago Lloyd e la resistenza vengono scoperti. Quindi decidono che l'unico modo per fermare Garmadon è prendere il suo potere, con l'aiuto di Skylor che possiede l'elemento dell'ambra, capace di fare ciò. Catturano quindi Harumi e, con l'aiuto di Mystaké, che si rivela essere un Oni, vanno da Garmadon. Mystaké prende le sembianze di Harumi e cerca di ingannarlo. Harumi però si libera e avvisa Garmadon. Skylor riesce a sorpresa a toccare Garmadon e prendere il suo potere, ma Mystaké rimane da sola e viene uccisa. Il controllo del colosso di pietra viene quindi spartito tra Garmadon e Skylor. Quando il colosso va fuori controllo, cade sul palazzo in cui è presente Harumi. Il grattacielo crolla e Harumi muore. Vedendo che Garmadon è troppo potente, Lloyd e i suoi amici cercano di allontanarsi da Ninjago, ma in quel momento arrivano proprio Wu e gli altri ninja dal Primo regno, cavalcando draghi potenti. 
Lloyd e Wu decidono quindi di andare ad affrontare Garmadon insieme e farla finita una volta per tutte. Cole, Zane, Jay e Kai rimangono ad affrontare il colosso di pietra. Primigenia getta lava fusa su Garmadon. Ma questo non fa altro che potenziarlo. Garmadon lancia un potere enorme che fa cadere Wu dal palazzo. Lloyd rimane da solo contro Garmadon. Capisce qui che è proprio la lotta ad alimentare suo padre. Decide quindi non attaccarlo e farlo stancare, supponendo che non può combatterlo ma può resistergli. I ninja incatenano il colosso di pietra e Garmadon perde i suoi poteri. Al contrario, Lloyd riacquista il suo potere verde e sconfigge suo padre una volta per tutte. Il colosso si distrugge e a Ninjago torna la pace. Però, prima di essere arrestato, Garmadon rivela a Lloyd che il suo potere era l'unica cosa in grado di controllare gli Oni e, avendoglielo tolto, ora loro possono attaccare Ninjago.

### Decima stagione -La Marcia degli Oni
Dopo aver salvato Ninjago da Garmadon, i ninja ricevono dagli abitanti della città una nuova nave volante come ringraziamento. Garmadon intanto è in prigione e ricorda a Lloyd il suo avviso: gli oni, i portatori di distruzione, stanno arrivando. Tali parole sono vere e dal cristallo del regno inizia a uscire una nube nera che congela ogni forma di vita e fa cadere tutta la città nell'oscurità. I ninja liberano quindi Garmadon, poiché, essendo lui stesso un oni, è l'unico in grado di sconfiggere i suoi simili. Lloyd, anche lui per metà oni, insieme a suo padre, entra nella nube nera e distrugge il cristallo del regno. Questo non serve a nulla, dato che il cristallo era solo il portale di accesso. Garmadon e Lloyd trovano però l'armatura d'oro, capace di allontanare gli oni. Intanto gli altri ninja salvano gli abitanti della città. In una missione Cole cade dalla nave volante e gli altri lo credono morto. In realtà riesce a salvarsi e a non subire l'effetto congelante della nube nera, nascondendosi in un palazzo. I ninja, Garmadon e Wu si riuniscono al monastero, dove Kai fonde l'armatura creando le quattro armi d'oro. Gli oni, però, arrivano e surclassano i ninja. Le speranze sembrano perdute, ma Lloyd propone ai ninja di realizzare il tornado della creazione. Il piano funziona e gli oni vengono distrutti. Dopo la botta, Lloyd va in coma per un breve periodo, ma si risveglia subito dopo. Salvata Ninjago per l'ennesima volta, Garmadon decide di andarsene per sempre dalla città, mentre i ninja tornano alle loro normali funzioni.

### Segreti dello Spinjitzu proibito

#### Capitolo del fuoco
Mesi dopo aver sconfitto gli oni, i ninja sono diventati rammolliti e pigri. Il maestro Wu inizia a stancarsi e chiede ai ninja di trovare una missione e rimettersi in forma. Così, quando scoprono che il famoso esploratore Clutch Powers ha trovato una piramide sperduta nel deserto, si recano da lui per esplorarla. Al suo interno scoprono che il posto è una prigione per una vecchia serpentina cattiva. Jay e Nya, non sapendolo, la liberano per sbaglio. La serpentina si chiama Aspheera e ama il fuoco. Per questo, ruba i poteri a Kai, imprigiona i ninja nella piramide e si dirige verso Ninjago City per proclamare vendetta verso colui che l'ha fatta imprigionare.
I ninja vengono salvati da P.I.X.A.L. e corrono in città per fermare Aspheera. Quest'ultima intanto ha recuperato la pergamena dello Spinjitzu proibito, capace di aumentare il potere di chiunque. Nel mentre, i ninja scoprono che l'impostore di cui la serpentina vuole vendicarsi è il loro maestro Wu. Quest'ultimo sostiene di aver insegnato ad Aspheera lo Spinjitzu quando era giovane, ma la serpentina lo aveva poi usato per scopi malvagi. I ninja recuperano quindi la seconda pergamena e sconfiggono Aspheera. Tuttavia quest'ultima riesce a colpire Zane, disintegrandolo davanti agli altri ninja. Ma Aspheera rivela a Wu che il suo scopo non era ucciderlo, ma spedirlo in un altro regno lontano, da cui è impossibile tornare: il Non-Regno. Zane è in quel posto, pertanto, nonostante il disaccordo di Wu, i ninja partono per il Non-Regno alla ricerca di Zane.

#### Capitolo del ghiaccio
Arrivati nel Non-Regno, i ninja si accorgono subito di come esso sia un posto freddo e innevato. Vengono accolti da un villaggio, abitato dal popolo del grande lago. Qui conoscono Sorla, un'anziana saggia che rivela ai ninja che Zane è imprigionato nel castello dell'imperatore di ghiaccio. Quest'ultimo è un malvagio uomo che ha congelato tutto il regno. Quindi, Lloyd parte da solo alla ricerca di Zane, mentre gli altri restano a fare la guardia al villaggio. Nel suo viaggio, Lloyd fa amicizia con un lupo, ma successivamente scopre che l'animale è in realtà una ragazza mutaforma di nome Akita. Lei rivela a Lloyd che sta andando al castello dell'imperatore di ghiaccio per vendicarsi di lui, poiché ha congelato gli altri mutaforma e ha ucciso suo fratello Kataru. Intanto Cole, scala una montagna per cercare l'albero del viaggiatore, su cui crescono le foglie con cui preparare il tè per tornare a Ninjago. Qui Cole conosce un bestione chiamato Krag. Esso è ritenuto cattivo dagli abitanti del villaggio, ma in realtà è tenero e affettuoso. Cole torna quindi al villaggio, ma qui scopre che l'imperatore lo ha fatto congelare. Non avendo più un posto in cui stare, i ninja partono anche loro per il castello, andando ad aiutare Lloyd. Quest’ultimo intanto viene catturato dai guerrieri di ghiaccio e portato davanti all'imperatore. Qui scopre che, in realtà, l'imperatore è Zane, corrotto dalla pergamena dello Spinjitzu proibito e dal suo generale Vex. Inoltre scopre che Kataru, il fratello di Akita, non è morto, ma è stato fatto prigioniero al castello. Con un piano, Lloyd riesce a fuggire dalle segrete, e a far tornare la memoria a Zane, che riporta il regno come prima facendolo rifiorire. Zane si scusa con gli abitanti, Vex viene bandito dalle terre dei mutaforma, e i ninja tornano felici a casa.

### Prime Empire
Il Meccanico, famoso criminale di Ninjago City, tenta di rubare una scheda madre di un vecchio videogioco. I ninja riescono subito a fermarlo e a spedirlo in prigione. Scoprono che si stava dirigendo in una vecchia sala videogiochi abbandonata. Mentre tutti i ninja controllano zone diverse, Jay inserisce la scheda madre, rubata al Meccanico, in un arcade. Qui scopre che il gioco della scheda è Prime Empire, inventato da un famoso programmatore di nome Milton Dyer, che tuttavia non ha mai pubblicato il gioco. Arrivato al livello 13, l'arcade si apre, facendo entrare Jay nel gioco stesso. Da quel momento preciso, tutti gli altri giochi di Ninjago City si trasformano in Prime Empire, con molte persone che fanno la fine di Jay. Intanto, gli altri ninja scoprono che il Meccanico stava lavorando per qualcuno che si fa chiamare Unagami.
Capendo la pericolosità del gioco, si recano all'isola del suo creatore, ma, a loro sorpresa, scoprono che Milton Dyer non c'è ed è sparito da anni. Intuiscono quindi che Unagami possa essere in realtà Milton Dyer, affamato di vendetta, poiché in passato non gli avevano permesso di pubblicare Prime Empire. I ninja entrano quindi nel gioco nello stesso modo di Jay e si riuniscono con lui. Comprendono che l’unico modo per sconfiggere Unagami, dall'interno del gioco, è trovare le tre kitane che permettono l'accesso al tempio della follia, dove si trova proprio Unagami. Zane e P.I.X.A.L., invece, essendo nindrodi, restano fuori dal gioco, per non corrompere i loro codici. Tuttavia, Zane viene catturato dal Meccanico, mentre P.I.X.A.L. scopre la posizione di Milton Dyer nel mondo reale. Il creatore del gioco, però, non è cattivo e svela a P.I.X.A.L. che Unagami è il videogioco stesso, ovvero Prime Empire, sotto forma di avatar. Dyer spiega che la sua agenzia aveva negato la pubblicazione del gioco, poiché considerato troppo pericoloso, e Unagami non aveva mai ricevuto una spiegazione per la sua cancellazione.
Intanto gli altri ninja, con l'aiuto del samurai Okino, recuperano la prima kitana, ma scoprono che in Prime Empire si hanno solo quattro vite. Recuperano anche la seconda kitana, grazie al sacrificio di Scott, il primo ragazzo ad essere entrato nel gioco, e Pilota Sette, un bot che va contro la sua programmazione. Durante questi avvenimenti, perdono le loro quattro vite Cole, Kai e Lloyd, diventando cubi di energia. Al raggiungimento della terza kitana, anche Nya perde la sua ultima vita. Perciò Jay rimane da solo e affronta Unagami. Intanto, nel mondo reale, Zane viene portato dal Meccanico in un deposito, dove viene legato e derubato della scheda madre di Prime Empire. Il Meccanico rivela che nel deposito hanno costruito un portale della manifestazione che permetterà a Unagami di raggiungere il mondo reale. Zane viene liberato da P.I.X.A.L., Wu e Dyer, mentre Jay non riesce a fermare Unagami, che attraversa il portale. Jay torna a Ninjago e spiega agli altri che Unagami non è cattivo, ma cerca solo Milton Dyer, il suo creatore, per capire come mai lo avesse spento e abbandonato. Perciò, Dyer va a parlare di persona con Unagami, rivelando che non aveva capito quanto lui fosse reale. Così, Unagami assume la forma di un bambino e libera tutte le persone imprigionate nel gioco e diventate cubi di energia, mettendo fine al suo scompiglio.

### Il Maestro delle Montagne
Mentre i ninja ripuliscono il loro monastero, il postino bussa alla loro porta, consegnando loro un invito, proveniente da una leggendaria città del nord di Ninjago, chiamata Shintaro. I ninja scoprono di essere stati invitati al compleanno della principessa Vania, figlia del re Vangelis. P.I.X.A.L. e Misako rimangono al monastero, mentre Wu e gli altri partono per la città d'avorio. Durante la prima notte di permanenza a Shintaro, Cole viene attaccato nella sua stanza da una creatura viola, che aveva un ciondolo con la foto di sua madre. La creatura scappa, ma Cole chiama gli altri ninja, che tuttavia non gli credono. La conversazione è ascoltata dalla principessa Vania che, invece, crede alle sue parole, rivelando che anche lei da piccola, aveva visto una creatura viola uscire dal varco che conduce nelle miniere di Shintaro.
Cole, per vederci chiaro, si avventura nelle miniere della montagna e scopre che tutte le creature viola sono state incatenate da un malvagio stregone, chiamato Stregone del Teschio. Cole viene scoperto e catturato, ma Vania avvisa gli altri ninja, che escogitano un piano per salvarlo. Tuttavia, fanno la stessa fine di Cole. Imprigionati nelle miniere, i ninja scoprono che i due popoli incatenati sono i Geckle e i Munce, che si odiano a vicenda. Questo è dovuto al fatto che anni prima, nelle caverne abitava un malvagio drago chiamato Genera-Dolore, ma una guerriera, chiamata Gilly dai Geckle, e Milly dai Munce, lo sconfisse con due spade, donando poi una ciascuna ai due popoli. Le spade però sparirono e le due fazioni si incolparono a vicenda. I ninja capiscono che, a rubare le spade, è stato lo Stregone del teschio; in questo modo è riuscito a ingannare i due popoli e a catturarli più facilmente, per schiavizzarli e metterli a scavare Vengestone per lui.
I ninja orchestrano quindi una fuga, ma, nello scompiglio si separano. Solo Cole riesce a tornare in superficie, grazie all'aiuto di Vania. Così, Cole, Vania e Wu avvisano subito il re Vangelis, ma lui si rivela essere proprio lo Stregone del teschio. Spiega infatti che la bellezza di Shintaro ha un costo, che è la Vengestone, scavata nelle miniere, che vende a un misterioso acquirente. Dopodiché spedisce i tre nelle viscere della montagna. Intanto gli altri ninja cercano di riappacificare i Geckle e i Munce, ma Vangelis risveglia Genera-Dolore e li cattura. Cole, intanto, arrivato al baratro, conosce i baratrini, tre avventurieri che rivelano di essere stati gettati nella montagna, dopo aver trovato il teschio che ha dato il potere a Vangelis. Con l'aiuto di Cole, i Baratrini ritornano in superficie, diventando gli altini. Durante il viaggio, Cole trova un tempio. Capisce quindi che, la guerriera citata dai Geckle e i Munce, è in realtà Lilly, cioè sua madre. A quel punto, Cole torna nelle miniere e affronta Vangelis faccia a faccia, distruggendo il suo teschio e Genera-Dolore. Così, le guardie arrestano il loro re e proclamano Vania nuova regina di Shintaro. Dopo la cerimonia, i ninja salutano tutti e partono per una nuova avventura.

### L'isola
Misako, Wu e Clutch Powers si perdono su un'isola sperduta durante una spedizione. Cecil Putnam, membro ufficiale del Club degli esploratori, avvisa i ninja della scomparsa dei tre. Zane e P.I.X.A.L. scoprono che l'isola è ricca di tempeste ed è un posto molto pericoloso, da cui solo un uomo di nome Timothy Batterson, detto Twitchy Tim, è riuscito a scappare. I ninja si recano da Twitchy e lo convincono ad aiutarli. Arrivati sull'isola, trovano un totem vivente da cui vengono attaccati. Nel mezzo della battaglia, Lloyd e Twitchy si separano dal resto del gruppo. Gli altri ninja vengono infatti catturati dagli abitanti dell'isola. Il loro capo, Mammatus, pensa che siano venuti a rubare l'amuleto della tempesta, che loro custodiscono da millenni per ordine del Primo Maestro di Spinjitzu. A quel punto gli isolani, prendono Jay in disparte e imprigionano gli altri ninja. Tuttavia nella cella ritrovano Wu, Misako e Clutch. Lloyd intanto riesce a salvarli, ma una volta usciti, si mettono alla ricerca di Jay. I custodi li scoprono e li catturano. I ninja si risvegliano legati a dei pali sulla costa. Qui vedono che gli isolani vogliono buttare Jay in mare, dichiarandolo un dono. Infatti, in lontananza, Jay vede una minacciosa creatura marina. Gli isolani spiegano che l'amuleto che custodiscono apparteneva a Wojira, una creatura che per motivi ignoti si è risvegliata. I ninja si liberano ma non riescono a salvare Jay. Nonostante ciò, scoprono che Wojira non si è risvegliata e che la creatura marina è finta. I ninja trovano quindi una caverna, dove scoprono che sotto tutto questo c'è Ronin. Lui aveva creato una finta creatura marina, per convincere gli isolani a dargli dei doni e rubarglieli. Ronin tenta quindi la fuga, ma Twitchy Tim si avventa su di lui e lo ferma. Risolto il problema, i ninja tornano a casa e Ronin viene arrestato.

### Seabound
Mentre i ninja tentano di fermare un trasporto illegale di vengestone, condotto da una nuova criminale che si fa chiamare Miss Demeanor, Nya perde misteriosamente il controllo dei suoi poteri. Sapendo la notizia, il maestro Wu chiede aiuto a Maya, madre di Nya ed ex maestra dell'acqua. La svolta arriva quando Zane e P.I.X.A.L., durante una missione, scoprono che, a far alterare i poteri di Nya, è uno strano impulso energetico, proveniente dai fondali marini. I ninja, tranne Cole e Kai, si recano quindi negli abissi con l'Hydro-Bounty, un tecnologico sottomarino. Quest'ultimo però affonda, quindi Maya e Nya, con dei mech, cercano l'impulso energetico per far riprendere il sottomarino. Le due trovano un tempio che Zane riconosce come il posto in cui riposa Wojira, la mitologica creatura marina che i custodi dell'isola avevano citato. Maya e Nya scoprono che l'impulso energetico proviene dai tentativi che gli abitanti del posto, i merlopiani, usano per risvegliare Wojira, sotto il loro capo, il principe Kalmaar. Nya e Maya vengono scoperte e Kalmaar le cattura, cercando di farsi rivelare dove si trova l'amuleto della tempesta, con cui poter risvegliare la creatura marina. Nya tiene la bocca chiusa e con sua madre riesce a scappare dal tempio e a rincontrarsi con gli altri ninja, che, grazie a Jay, riescono a far funzionare di nuovo l'Hydro-Bounty.
Intanto i merlopiani, vedendo i ninja nel loro territorio, li invitano a seguirli al palazzo reale, dove risiede il re Trimaar, padre di Kalmaar e del figlio adottivo Benthomaar, detto "Bentho". Quando Nya e Maya raccontano al re le intenzioni di Kalmaar, Trimaar va su tutte le furie e fa chiamare suo figlio. Quando Kalmaar arriva, dice tutta la verità, ma uccide suo padre e dà la colpa ai ninja. Kalmaar assume quindi la posizione di re, mentre i ninja scappano con Benthomaar e raggiungono l'isola dei custodi. Qui, convincono gli isolani a farsi dare l'amuleto per metterlo al sicuro. Ma Zane, con i suoi rilevatori, scopre che l'amuleto è falso. Nya intuisce che l'amuleto vero si trovi a Ninjago City, al Club degli esploratori. Kalmaar sente tutto e si dirige a Ninjago City, dove il maestro Wu, Kai e Cole, avvisati via radio dagli altri ninja, lo affrontano, ma senza successo. All'arrivo degli altri ninja, i merlopiani vengono sconfitti e Nya recupera l'amuleto. Quest'ultimo viene portato da Cole a Shintaro e messo al sicuro.
Due giorni dopo, Glutinous, ex-servitore di Kalmaar, si reca a Ninjago City e avvisa i ninja che l'amuleto che hanno messo al sicuro è quello falso. Infatti Kalmaar ha risvegliato Wojira e sta arrivando alla città per inondarla. I cittadini vengono avvisati e i ninja affrontano Kalmaar sulla testa di Wojira. Durante lo scontro Jay rischia di annegare e, per metterlo al sicuro, i ninja si ritirano in un palazzo. A quel punto, Nya decide di fare quello che la sua antenata Nyad, prima maestra dell'acqua, aveva già fatto per sconfiggere Wojira in passato, cioè di unirsi all'oceano e diventare un tutt'uno con esso. I ninja aiutano Nya e Benthomaar distrugge il tridente di Kalmaar con cui controllava Wojira. Perciò, la creatura marina perde il controllo e divora Kalmaar. Nya invece si trasforma in un drago d'acqua e distrugge l'amuleto dell'onda sulla testa di Wojira, che si disintegra con la tempesta e viene distrutta. Dopo la vittoria, Nya rivela ai ninja che la forma in cui si è trasformata è irreversibile e che non può più tornare come prima. Nya si fonde quindi definitivamente con l'oceano e dice addio ai suoi amici per sempre.

### Cristallizzati

#### Prima parte
Un anno dopo la scomparsa di Nya, i ninja hanno perso la loro indole di squadra. Inoltre, a Ninjago City, sono cambiate molte cose, per esempio, è stato eletto un nuovo sindaco, Ulysses Norville Trustable. Quando, però, i ninja vengono a conoscenza di ennesimi contrabbandi illegali di Vengestone, decidono di riunirsi per indagare sulla questione. Tuttavia, l'entrata di scena di Nuovi Ninja, mette in crisi la loro unione, ancor più fragile a causa dell'assenza di Nya. Quest'ultima, però, trova un modo per tornare umana, ovvero rinunciare ai suoi poteri dell'acqua. Così, torna dai suoi amici e rivela loro il piano. I ninja decidono, quindi, di liberare Aspheera dalla prigione di Kryptarium, poiché col suo scettro, in passato, aveva rubato i poteri del fuoco di Kai.
Aspheera prosciuga i poteri di Nya, che torna umana, rendendo felice i suoi amici. Purtroppo, però, non avendo avuto il consenso legale del sindaco per liberare la serpentina, i ninja vengono accusati di crimine e arrestati. Aspheera invece scappa e torna nella sua vecchia piramide. Da lei si presenta un ragno di cristallo, che mostra alla serpentina un ologramma di uomo con una maschera kabuki, che la invita a unirsi al consiglio di un misterioso criminale che si fa chiamare Re Crystal. Aspheera, volendosi vendicare dei ninja e Wu, accetta. Intanto, proprio i ninja vengono scortati alla prigione di Kryptarium, dove incontrano tutti i cattivi affrontati in passato, tra cui Pythor, catturato dai Nuovi Ninja.
Lloyd, mentre soggiorna in prigione con il resto della squadra, riceve una visita proprio dall'uomo kabuki, che lo minaccia dicendogli che il Re Crystal sta radunando tutti i loro vecchi cattivi per sconfiggerli. Infatti, anche Vangelis (lo stregone del teschio) e Pythor vengono invitati al consiglio. I ninja per scoprire la vera identità del Re Crystal scappano di prigione, anche grazie all'aiuto di Nya, diventata di nuovo Samurai X, e Dareth. Dopo aver attraversato il deserto ed essere fuggiti dalla polizia e dallo sceriffo Hounddog McBrag, i ninja si recano nel covo del Meccanico, unico grande cattivo non ancora invitato dal Re Crystal. Così, lo catturano e lo legano, mentre Lloyd si traveste e assume i panni proprio del Meccanico. Quando viene invitato nel consiglio, Lloyd, sotto mentite spoglie, segue il ragno di cristallo per la metropolitana, dove scova un passaggio segreto che conduce direttamente al consiglio. Tuttavia, il vero Meccanico si libera, combatte con i ninja e scappa. Tutto questo avviene vicino a un ennesimo ragno di cristallo che vede e riprende la scena. Così, quando Lloyd si presenta al consiglio, dove sono presenti Aspheera, Vangelis, Pythor e Mr. F (ovvero la versione più aggiornata del nindroide Mr. E), viene immediatamente scoperto dall'uomo kabuki e messo al tappeto dal consiglio. Il misterioso uomo si toglie la maschera, rivelando la sua vera identità. Trattasi di quella di Harumi, ovvero il Silenzioso a capo dei Figli di Garmadon, creduta morta da Lloyd. Quest'ultimo, dopo l'imminente scoperta, sviene.

#### Seconda parte
Dopo essere stato catturato dal consiglio del Re Crystal, Lloyd si risveglia in catene. Harumi gli racconta che è stata resuscitata dall'Overlord, il male puro, nonché anche la vera identità del Re Crystal, che in passato si era impossessato del corpo di Garmadon per far cadere Ninjago nell'oscurità. Harumi rivela che l'Overlord le ha ordinato di costruire un esercito di vengestone, e che era lei l'acquirente sia di Vangelis che di Miss Demenaor. Aspheera, Pythor, Vangelis e il vero Meccanico, intanto, fanno esplodere il monastero e rubano le armi d'oro. Harumi riporta l'Overlord a Ninjago, che sopraeleva la porzione di terra del suo tempio creando un'isola volante di cristallo. Lloyd scappa gettandosi dall'isola e viene salvato dai suoi amici, a cui racconta tutto ciò che ha scoperto. Wu rivela che sapeva che l'Overlord sarebbe tornato, poiché esso si nutre di conflitti. Infatti, il vecchio maestro dei ninja ammette di star ricevendo da tempo dei ritagli di giornale, che ritraggono scontri, da un misterioso mittente.
Lloyd e Wu indagano e scoprono che il mittente è Garmadon, nascosto da tempo nell'appartamento di Vinny Folson, il cameraman dell'NGTV News di cui è amico. Garmadon rivela di aver avuto una redenzione e di star cercando di diventare buono, anche grazie all'aiuto di una pianta che ha chiamato Felcecilia, di cui si prende cura. Quando l'esercito di vengestone, risvegliato dall'Overlord, distrugge il vaso della pianta, Garmadon va su tutte le furie e si trasforma nella sua forma oni, di cui i guerrieri di vengestone sembrano risentire. Wu propone quindi a Lloyd di raggiungere questa forma oni, con cui sconfiggere l'Overlord. Portano quindi Garmadon nel vecchio hungar da Samurai X di Nya, dove i ninja si sono stanziati dopo la distruzione del monastero. I ninja non sono convinti di accogliere Garmadon, ma decidono comunque di andare tutti insieme a Ninjago City per affrontare l'Overlord.
In città, molte persone vengono cristallizzate, inclusi i Nuovi Ninja. Il sindaco scappa e i vecchi ninja giungono in città sulla loro nave volante, che l'Overlord distrugge. Dopo l'esplosione i ninja si ritrovano in zone diverse nella città. Wu viene salvato dai ragazzi dei giornali, che lo accolgono nel loro magazzino, e riesce a contattare via radio gli altri ninja che, intanto, sono alla ricerca di aiuto. Garmadon e Lloyd vanno nelle fogne per cercare le serpentine, Nya e Jay cercano di inviare un messaggio ai merlopiani, mentre Cole cerca di contattare Vania e l'esercito di Shintaro. Tutte le richieste d'aiuto sembrano essere però fallimentari. Intanto, Misako raggiunge Wu al magazzino e gli rivela di aver trovato una pergamena che cita una profezia in cui l'Overlord sarebbe tornato e gli alleati del Primo Maestro di Spinjitzu lo avrebbero sconfitto solo raggiungendo una forma drago, ottenibile solo se gli alleati si uniscono. Intanto, Mr. F intercetta i ninja al magazzino e l'esercito di vengestone si dirige lì. I ninja sembrano spacciati, ma scoprono che tutte le loro richieste d'aiuto sono andate a buon fine e che tutti i loro alleati giungono a Ninjago per combattere. È il momento profetizzato dalla pergamena: i ninja raggiungono la loro forma drago e sconfiggono i loro nemici personali, il Meccanico, Aspheera, Pythor, Vangelis e Mr. F, riprendendo le loro armi d'oro.
Intanto, Lloyd e Garmadon combattono personalmente l'Overlord che rivela che il Great Devourer è stato corrotto da lui in passato per ingannare Garmadon e possedere un'armatura che lo avrebbe fatto tornare. Sentendo queste parole, Harumi capisce che il vero colpevole della morte dei suoi genitori è proprio l'Overlord e decide di schierarsi dalla parte dei ninja. L'Overlord però è troppo forte: Garmadon muore in battaglia e Lloyd viene gettato giù dall'isola. I ninja, capendo di essere sconfitti, per evitare che l'Overlord s'impossessi del potere della creazione, decidono di unire le armi d'oro per causarne l'esplosione. L'azione crea un raggio che va contro Lloyd che sta cadendo. Ne consegue che il raggio si trasforma in un Ultra drago d'oro, con cui Lloyd attacca l'Overlord e lo distrugge una volta per tutte. I ninja vincono e Garmadon torna rivelando di aver fatto finta di morire solo per far raggiungere a Lloyd la sua forma oni. La pace torna a Ninjago, Garmadon pianta finalmente la sua felce in una collina e i ninja, insieme a tutti i loro alleati tra cui Harumi con la quale hanno fatto pace, ricostruiscono il monastero.

## Episodi

### Ninjago: Masters of Spinjitzu
| Stagione          | Titolo                       | Episodi | Prima TV USA | Prima TV Italia |
| ----------------- | ---------------------------- | ------- | ------------ | --------------- |
| Stagione pilota   | N.D.                         | 4       | 2011         | 2012            |
| Prima stagione    | Il risveglio dei serpenti    | 13      | 2011-2012    | 2012            |
| Seconda stagione  | La lega del ninja verde      | 13      | 2012         | 2012-2013       |
| Terza stagione    | Il riavvio                   | 8       | 2014         | 2014            |
| Quarta stagione   | Il torneo degli elementi     | 10      | 2015         | 2015            |
| Quinta stagione   | Possessione                  | 10      | 2015         | 2015            |
| Sesta stagione    | Skybound                     | 10      | 2016         | 2016            |
| Episodio speciale | Il giorno di chi non c'è più | 1       | 2016         | 2016            |
| Settima stagione  | Le lancette del tempo        | 10      | 2017         | 2017            |
| Ottava stagione   | I figli di Garmadon          | 10      | 2018         | 2018            |
| Nona stagione     | Braccato                     | 10      | 2018         | 2018            |
| Decima stagione   | La marcia degli Oni          | 4       | 2019         | 2019            |

### Ninjago
Dopo la decima stagione la serie è stata rinominata semplicemente in Ninjago perché la casa di produzione non è più la Wilfilm ma è WildBrain. In più, gli episodi ora dureranno 11 minuti e non più 22. Inoltre, le stagioni non vengono più contate ufficialmente e vengono catalogate solo tramite il loro nome. Tuttavia, secondo le emittenti televisive, Segreti dello Spinjitzu proibito costituisce la prima stagione, Prime Empire e Il maestro delle montagne comprendono la seconda stagione, L'isola e Seabound costituiscono la terza stagione, mentre Cristallizzati è la quarta stagione.
| Stagione                 | Titolo                           | Episodi | Prima TV |
| ------------------------ | -------------------------------- | ------- | -------- |
| Undicesima stagione      | Segreti dello Spinjitzu Proibito | 30      | 2019     |
| Dodicesima stagione      | Prime Empire                     | 16      | 2020     |
| Dodicesima stagione      | Il maestro delle montagne        | 16      | 2020     |
| Tredicesima stagione     | L'isola                          | 4       | 2021     |
| Tredicesima stagione     | Seabound                         | 16      | 2021     |
| Quattordicesima stagione | Cristallizzati                   | 30      | 2022     |

## Personaggi
- Lloyd Montgomery Garmadon[6]: doppiato in italiano da Andrea Di Maggio e da Dave Franco nel videogioco, mentre nella versione originale del film da Davide Perino.
È il leggendario e predestinato ninja verde che appare ne Il risveglio dei serpenti come semi-antagonista, risvegliando le tribù delle Serpentine, per poi unirsi alla squadra e scoprire la sua vera identità. Ne La lega del ninja verde sblocca il suo vero potenziale, diventando il ninja d'oro e sconfiggendo l'Overlord nella battaglia finale. Ne Il riavvio ritorna a essere il ninja verde dopo che l'overlord digitale assorbe i suoi poteri d'oro. Dopo aver bandito il padre nel regno maledetto alla fine de Il torneo degli elementi per salvare Ninjago dagli aspiranti anacondrai, si sente sia demotivato, sia facile preda per il fantasma Morro, che s'impossessa del suo corpo per la maggior parte di Possessione. Dopo essersi liberato, sconfigge Morro. Dopo gli avvenimenti in Le lancette del tempo diventa il nuovo maestro dei ninja, a causa dell'assenza di Wu. Ne I figli di Garmadon si innamora della principessa Harumi, prima di scoprire che lei è in realtà il capo dei figli di Garmadon. Inoltre in questa stagione perde i suoi poteri a causa di un violento scontro avuto con suo padre, che in seguito riacquista. Muore alla fine de La marcia degli Oni ma viene riportato in vita dal Primo Maestro di Spinjitzu. Ne L'isola salverà i suoi amici, incarcerati dai custodi. È il protagonista delle seguenti stagioni: La lega del ninja verde, Possessione, I figli di Garmadon, Braccato (assieme a Wu), e L'isola.
- Kai[7]: doppiato in italiano da Daniele Raffaeli.
È il ninja del fuoco. Prima dell'incontro con Sensei Wu, Kai faceva il fabbro nella bottega un tempo appartenuta a suo padre Ray, denominata "Quattro Armi". È la testa calda del gruppo, e per questo risulta essere piuttosto impulsivo, egocentrico e permaloso. È stato l'ultimo dei quattro ninja originali a scoprire il suo vero potenziale ma il primo a imparare la tecnica dell'Airjiztu. All'inizio, ne Il risveglio dei serpenti, si dimostra invidioso nei confronti di Lloyd, poiché voleva essere lui il prescelto, ma ben presto riesce a capire che il suo destino non è quello di diventare il ninja verde, ma di proteggerlo. È inoltre fratello maggiore di Nya e per questo si dimostra piuttosto protettivo nei suoi confronti. Ne Le lancette del tempo è in grado di creare proprio assieme a sua sorella il "Fusion Dragon", un drago a due teste composto dagli elementi del fuoco e dell'acqua. Inoltre, fino a questa stagione, ha sempre pensato che i suoi genitori fossero morti, ma poi si ricrede quando scopre che Ray e Maya erano vivi e prigionieri dei fratelli del tempo. In Segreti dello Spinjitzu proibito gli vengono rubati i poteri dalla maga e serpentina Aspheera, che poi recupererà in seguito. È l'unico personaggio della serie a utilizzare sempre la stessa tipologia di armi: katana e spada. È il protagonista delle seguenti stagioni: Il risveglio dei serpenti (assieme a Cole, Jay e Zane), Il torneo degli elementi, Le lancette del tempo (assieme a Nya), e della prima parte di Segreti dello Spinjitzu proibito.
- Cole[8]: doppiato in originale da Kirby Morrow, in italiano da Francesco De Francesco e Andrea Lavagnino (solo seconda parte di Prime Empire).
È il ninja della terra. Se fosse stato per suo padre, sarebbe diventato un ballerino, ma di nascosto si è unito alla squadra di Sensei Wu. Solo ne Il risveglio dei serpenti riesce a rivelare a suo padre la sua vera "carriera" e dopo aver riallacciato i rapporti con lui scoprirà il suo vero potenziale. Ne Il riavvio corteggerà Nya, che seppur non ricambiando, farà scaturire la rottura del legame di amicizia con Jay, ripristinato verso la fine de Il torneo degli elementi; In Possesione, per recuperare la pergamena dell'Airjitzu, rimane vittima di una maledizione di Sensei Yang, diventando un fantasma. Nello speciale Il giorno di chi non c'è più Cole, oltre a ridiventare umano anche grazie all'aiuto di Sensei Yang, acquisisce una nuova forma, denominata RX, che potenzia il suo potere elementare che provoca forti onde d'urto. Ne La marcia degli Oni cadrà nella nube oscura ma, a insaputa di tutti, sopravviverà, e si unirà nuovamente ai ninja alla fine della stagione. Ne  Il Maestro delle Montagne viene rapito dallo stregone del teschio e schiavizzato nei sotterranei. È il protagonista delle seguenti stagioni: Il risveglio dei serpenti (assieme a Kai, Jay e Zane), Il giorno di chi non c'è più e Il maestro delle montagne.
- Zane[9]: doppiato in italiano da Alessandro Rigotti.
È il ninja del ghiaccio. È un Nindroide creato dal famoso Dottor Julien per proteggere "coloro che non possono difendersi da soli". Tuttavia, egli inizialmente non è a conoscenza della sua reale natura: ne Il risveglio dei serpenti tramite alcune indicazioni, scopre le sue vere origini, e ciò gli permetterà di sbloccare il suo vero potenziale. Rincontrerà suo "padre" ne La Lega del ninja verde. Ne Il riavvio s'innamora di una Nindroide, P.I.X.A.L, a cui, in un momento di bisogno, da metà del suo processore. Inoltre in questa stagione si sacrifica per salvare Ninjago dalla minaccia dell'Overlord digitale, ma si ricostruisce da solo e ritorna ne Il torneo degli elementi con un nuovo corpo di Titanio, in cui immette nel suo sistema proprio P.I.X.A.L., il cui corpo è andato distrutto. In Segreti dello Spinjitzu proibito si sacrifica nuovamente per salvare Wu da Aspheera, venendo catapultato nel Non-Regno. Qui, mentre cerca un modo per tornare a casa, viene corrotto da Vex e trasformato nell'Imperatore di Ghiaccio. Alla fine della stagione, quando Lloyd pronuncerà la parola "proteggere" tornerà buono ricordandosi del passato. Le armi da lui utilizzate sono quelle da lancio: shuriken / arco e frecce. È il protagonista delle seguenti stagioni: Il risveglio dei serpenti (assieme a Kai, Cole e Jay), Il riavvio e della seconda parte di Segreti dello Spinjitzu proibito (di cui è anche il nemico).
- Jay Walker/Gordon[10]: doppiato in italiano da Stefano Brusa.
È il ninja del fulmine. Viene adottato da Ed ed Edna Walker in un deposito di "ferri vecchi" ma in realtà è figlio dell'attore che interpreta il suo personaggio preferito, Fritz Donnegan. Ha un folle senso dell'umorismo e ama inventare oggetti strani come i suoi genitori adottivi. Nella stagione pilota si innamora di Nya. Ne Il risveglio dei serpenti si trasforma in serpente, ma dopo aver parlato con Nya scopre il suo vero potenziale e riesce a tornare umano. Successivamente Nya si innamora di Cole e Jay entrerà in conflitto con lui, fino a quando, nel torneo degli elementi, riusciranno a chiarirsi. In Possessione scopre che nel futuro starà con Nya e in seguito agli avvenimenti di Skybound si fidanza ufficialmente con lei. Infine ne La marcia degli Oni le chiederà di diventare la sua Yang. Nella stagione Prime Empire, affronta insieme agli altri ninja il Meccanico, da cui riescono a rubare una scheda madre appartenente proprio al videogioco Prime Empire. Dopo aver giocato a tredici livelli, entra nel videogioco scomparendo e mettendo in allerta gli altri ninja. È il protagonista delle seguenti stagioni: Il risveglio dei serpenti (assieme a Kai, Cole e Zane), Skybound e Prime Empire.
- Nya[11]: doppiata in italiano da Chiara Gioncardi.
È il ninja dell'acqua. Inizialmente, non ritenuta utile dal gruppo nel combattimento, crea l'identità di "Samurai X" con il quale combatte segretamente le Serpentine. Ne Il riavvio, a causa di una "macchina dell'amore" ha dei dubbi sui suoi sentimenti per Jay, e si prende una cotta per Cole,apparentemente ricambiata. In Possessione scopre di essere la maestra elementare dell'acqua, sconfiggendo con il suo vero potenziale l'Entità Preminente, e lasciando così la sua carriera da Samurai. In Skybound si fidanza ufficialmente con Jay. Ne Le lancette del tempo, l'identità del Samurai X, viene sostituita da un misterioso nuovo eroe, che si rivelerà in seguito essere P.I.X.A.L.; Nya tenta in tutti modi di scoprire la vera identità del nuovo samurai, senza riuscirci. Sempre ne Le lancette del tempo fa con Kai una clamorosa scoperta, ovvero quella che i suoi genitori sono vivi e prigionieri di Krux. Rincontra i suoi genitori in Seabound, quando i suoi poteri impazziscono e sua madre cerca di aiutarla. Essendo Nya una ragazza molto indipendente, rifiuta inizialmente l'aiuto della madre, ma poi lo accetta volentieri. Tuttavia, alla fine di Seabound è costretta a unirsi con il mare a abbandonare i suoi amici per sempre, per salvare Ninjago dall'attacco di Wojira. Tuttavia, torna in Cristallizzati, rinunciando ai suoi poteri degli elementi e tornando ad essere Samurai X. È la protagonista delle seguenti stagioni: Le lancette del tempo (assieme a Kai) e Seabound.

## Produzione

### Ideazione e sviluppo
Nel 2009, la LEGO propose di creare una proprietà intellettuale originale incentrata sui ninja, con protagonisti quattro ninja dotati di poteri elementali. L'idea alla base del tema LEGO Ninjago si ispirava alla linea LEGO Ninja, lanciata dalla LEGO nel 1998. Questa linea fu poi sostituita da LEGO Knights nel 2000. Nel 2011, fu lanciata la serie LEGO Ninjago, che riprendeva alcuni concetti del tema LEGO Ninja, come i draghi e le fortezze, ma li combinava con un'ambientazione moderna. La serie televisiva Ninjago: Masters of Spinjitzu fu creata da Michael Hegner e Tommy Andreasen, due produttori cinematografici danesi.
Durante le prime fasi di sviluppo del progetto, la LEGO condusse ricerche etnografiche con i bambini per capire cosa li interessasse di più. Cerim Manovi, Senior Design Manager del progetto, ha ricordato: «I ninja si sono imposti da soli, perché ci siamo chiesti: "Qual è il punto di partenza eroico più forte?" Abbiamo mostrato loro supereroi e tanto altro, ma i ninja hanno subito catturato la loro attenzione».
La LEGO cercava da anni di sviluppare una linea di giocattoli basata sui ninja, ma fino a quel momento nessun progetto era andato a buon fine a causa dei limiti dell'idea originale. La svolta arrivò quando l’idea fu trasformata in un tema fantasy ad alto impatto. I ricercatori iniziarono a testare diversi nemici per i ninja e, dopo una ricerca condotta con bambini di sei anni, furono scelti gli scheletri come antagonisti principali. Gli scheletri furono considerati nemici ideali perché avevano un aspetto chiaramente malvagio e fantastico, mentre altri concetti iniziali per i nemici, come serpenti e robot, furono scartati all’inizio, ma riutilizzati nelle stagioni successive della serie. Ai personaggi ninja furono assegnati abiti di colori diversi e poteri elementali unici, per renderli più interessanti e dare loro personalità distinte. La motivazione iniziale dei ninja ruotava intorno alla conquista di quattro armi d'oro.
Il primo disegno concettuale fu realizzato da Tommy Andreasen alla fine del 2009: raffigurava cinque ninja elementali con i loro tornado elementali e conteneva la parola "Spinjago", che poi divenne l'arte marziale immaginaria chiamata "Spinjitzu", una combinazione tra le parole "spin" (girare) e "ninjitsu". Andreasen raccontò di essere stato convocato a una riunione un venerdì sera, durante la quale realizzò uno schizzo approssimativo dei personaggi. In seguito contattò un artista canadese, Craig Sellars, che nel fine settimana dipinse un'immagine concettuale da usare internamente e la inviò il lunedì successivo. Andreasen ha descritto questo momento come il "punto di svolta" che diede inizio al concetto e alla serie TV. Il nome Ninjago nacque dalla fusione delle parole "ninja" e "go", quest’ultima presa dalla parte finale del nome "LEGO". Il titolo della serie divenne poi anche il grido di battaglia principale dei ninja.

### Sceneggiatura
Kevin e Dan Hageman sono stati gli sceneggiatori della serie televisiva Ninjago fin dalle prime fasi di sviluppo e fino alla nona stagione. Il loro coinvolgimento è iniziato quando furono invitati a proporre un'idea per un film basato sulla LEGO, che in seguito sarebbe diventato The Lego Movie. Dopo aver presentato con successo il progetto alla LEGO, ai fratelli Hageman fu chiesto di scrivere anche la sceneggiatura per uno speciale animato da 44 minuti, incentrato su una nuova proprietà originale LEGO a tema ninja.
All'inizio, l'idea era di creare uno speciale unico di un’ora, ma i due fratelli decisero di trasformarlo in una vera e propria saga, qualcosa di epico, sullo stile di un grande film d’azione — come dissero loro stessi, "una sorta di Star Wars con i ninja". Le fonti di ispirazione arrivavano da film e serie TV dell’epoca, compresi i film della Marvel e le opere di Steven Spielberg. Dan Hageman raccontò: «Guardavamo Star Wars. Stavamo creando un mondo con la sua magia, le sue armi, i suoi veicoli… Volevamo fare qualcosa che non fosse solo per bambini, ma che piacesse anche a noi». Kevin Hageman aggiunse che all'epoca c'erano molti contenuti per ragazzi che erano usa e getta, senza profondità, e spiegò: «Volevamo qualcosa che trattasse i bambini con rispetto, anche dal punto di vista emotivo. I bambini capiscono il dramma. Diamo loro una storia che possa continuare, perché è serializzata... per noi era più simile a un grande film o a una miniserie. Questo ha dato a Ninjago una profondità e un cuore che raramente si vedono in altre serie».
Ai fratelli Hageman furono presentati i concetti base della serie (ninja, draghi, lo Spinjitzu), ma furono loro a definire le personalità e le motivazioni dei personaggi. Decisero che i protagonisti non dovevano essere perfetti, ma guidati dalle loro relazioni personali. Scelsero di focalizzarsi su Kai come personaggio principale negli episodi pilota, perché lo speciale era limitato a 44 minuti: era più efficace concentrare la trama su un solo protagonista piuttosto che su un intero gruppo. Fu così che crearono il personaggio di Nya, la figura femminile centrale. Kevin Hageman disse: «Volevamo una serie che piacesse sia ai ragazzi che alle ragazze, e io volevo personaggi femminili forti e giovani, così abbiamo inventato Nya». Tommy Andreasen aggiunse che Nya era stata pensata anche come leva emotiva per coinvolgere Kai: «Kai inizialmente non voleva diventare un ninja, ma quando sua sorella viene rapita da un malvagio signore degli inferi, si trova costretto ad agire».
Anche il personaggio di Lloyd Garmadon fu un’idea dei fratelli Hageman. Andreasen raccontò: «Furono loro a proporre l'idea di Lloyd, il figlio di Garmadon. Appena ci parlarono di lui, capimmo che Lloyd sarebbe diventato il ninja verde e che avremmo costruito un mistero attorno a questo arco narrativo, spalmato su dieci episodi».
I fratelli Hageman lasciarono poi la serie dopo la nona stagione, passando il testimone a Bragi Schut. Fu lo stesso Kevin Hageman a proporgli di entrare nel progetto, visto il suo curriculum cinematografico. Anche se all'inizio Schut non conosceva Ninjago, si appassionò presto alla storia e decise di portarla avanti nello stesso spirito dei fratelli Hageman, mantenendo quel miscuglio di umorismo, emozione e avventura che aveva reso la serie così speciale.

### Animazione
Le prime dieci stagioni della serie sono state prodotte a Copenaghen, in Danimarca, dallo studio di animazione Wil Film ApS. Erik Wilstrup, CEO dello studio, venne a conoscenza del progetto per la prima volta nell'ottobre del 2009, quando la LEGO stava cercando nuovi modi per creare contenuti animati legati al proprio marchio. Wilstrup e il suo team proposero vari stili di animazione, ma alla fine si decise di puntare sulla CGI, ritenuta la scelta migliore.
Wilstrup ha descritto il ruolo del suo studio nel progetto come quello di "un ragno al centro di una grande ragnatela, che tiene insieme tutto il processo". Ha spiegato: «Abbiamo, per esempio, un team di designer a Berlino, mentre le registrazioni delle voci si fanno con BLT in Canada. La colonna sonora viene composta da Jam Hollywood a Los Angeles, l'animazione è realizzata presso GDC in Cina, mentre tutta la fase di pre-produzione, gli storyboard, il montaggio, il lavoro sull'audio, il grading e tutto il resto avviene nel nostro studio a Copenaghen».
Per le stagioni senza il sottotitolo "Masters of Spinjitzu", però, la produzione è stata trasferita presso i WildBrain Studios in Canada. Questo cambiamento ha portato anche all'introduzione di nuovi stili visivi, come l'animazione 2D in stile anime, usata per sperimentare con le storie e dare un tocco creativo diverso alla serie.
Con l'uscita di Segreti dello Spinjitzu proibito, anche la durata degli episodi è stata modificata: si è passati dai tradizionali 22 minuti a episodi da 11 minuti. Questo cambiamento ha suscitato qualche preoccupazione tra i fan più affezionati. Tommy Andreasen ha commentato la scelta dicendo che si trattava di una decisione legata alla programmazione televisiva, per facilitare l’inserimento nei palinsesti, e ha anche sottolineato gli aspetti positivi di questo nuovo formato: «Quando lavori con episodi da 11 minuti, non puoi semplicemente dividere un'idea in due parti uguali. Ogni episodio deve avere un'idea nuova, e questo ti spinge a rischiare di più, a essere più creativo e diretto. Ti obbliga a raccontare storie in modo molto efficace… Se c'è una cosa che vorrei che Ninjago fosse, è proprio questo: uno spazio creativo dove non sai mai cosa aspettarti».

### Design dei personaggi
Dopo il primo schizzo concettuale realizzato da Tommy Andreasen alla fine del 2009, nel 2010 furono creati i primi concept art raffiguranti i ninja protagonisti, inclusi un disegno del personaggio di Lloyd e una serie di schizzi che riassumevano le trame delle prime due stagioni di Ninjago. In parallelo, l'artista Tim Ainley produsse i primi bozzetti di Nya, immaginandola inizialmente come una samurai. A questi seguirono i progetti definitivi per i personaggi, i modelli e i componenti.
A partire dall'ottava stagione, l'aspetto di Lloyd e degli altri ninja è cambiata in modo evidente rispetto alle stagioni precedenti. La stagione I figli di Garmadon ha introdotto una nuova fase nel design dei personaggi, prendendo ispirazione dalle versioni viste nel film The Lego Ninjago Movie. Questo restyling aveva l'obiettivo di facilitare il passaggio degli spettatori del film alla serie TV, rendendo i personaggi più familiari per i nuovi fan. Con l'inizio di quella stagione, tutti i protagonisti hanno ricevuto un aggiornamento estetico: cambiano acconciature, lineamenti del viso e altri dettagli, e questi nuovi look sono stati mantenuti anche nelle stagioni successive. Lloyd, in particolare, divenne quasi identico alla sua controparte cinematografica, ma subì anche un cambio di voce: il doppiatore Sam Vincent prese il posto di Jillian Michaels, mentre gli altri ninja conservarono i loro doppiatori originali.
Michael Svane Knap, Design Manager del progetto, spiegò che questi cambiamenti erano ispirati dal film soprattutto per il livello di dettaglio. Commentò così: «Abbiamo integrato alcuni elementi del design dei personaggi del film nella serie TV. L'idea era di dare maggiore unicità ai personaggi. Un dettaglio che ha aggiunto molta personalità ai ninja, e che prima mancava, sono stati proprio i nuovi tagli di capelli. Così siamo riusciti a creare uno stile visivo completamente unico per Ninjago».

### Temi
Uno degli aspetti più dominanti della serie Ninjago è il tema della dualità tra luce e oscurità (con riferimenti allo yin e allo yang). Nel mondo immaginario di Ninjago, i due elementi principali sono creazione e distruzione, che rappresentano la definizione del bene e del male, e vengono mostrati come creatori della vita o distruttori. I personaggi principali che sono stati raffigurati mentre esercitano questo potere sono il maestro Wu, che rappresenta la creazione, e Lord Garmadon, che rappresenta la distruzione, essendo i discendenti diretti del Primo Maestro Spinjitzu, il leggendario creatore di Ninjago. Molti cattivi della serie sono stati definiti dall'oscurità e dalla distruzione, in particolare gli oni, mentre il personaggio principale Lloyd Garmadon è stato associato alla luce, in particolare quando ha mostrato di aver ottenuto il suo "Potere d'oro" nella seconda stagione.
Altro tema che viene fuori dalla serie è quello del lavoro di squadra, un aspetto fondamentale che attraversa l'intera storia. Il Senior Designer Christopher Stamp ha dichiarato: «I personaggi sono imperfetti e individualmente non sono completi, ma come squadra si completano a vicenda. Si segue lo sviluppo dei personaggi, questo permette una sorta di evoluzione naturale man mano che si procede nelle storie. L'esempio a cui torno sempre è quando Cole si chiede se sia davvero importante per la squadra: la squadra esisterebbe ancora se lui non ci fosse? Questo ci ha portato a introdurre i fantasmi nel mondo di Ninjago: e se fosse un fantasma? Poi ci rendiamo conto che, quando diventa effettivamente invisibile, la squadra non funziona allo stesso modo senza di lui.»
La serie dà una grande importanza anche al tema dell'impegno, della dedizione e della costanza, che si traducono tutti nel raggiungimento del vero potenziale. Un esempio di ciò sono le tipiche frasi che i protagonisti dicono spesso come "I ninja non mollano mai" o "Non rimandare a domani quello che può essere fatto oggi". La serie presenta lezioni morali ricorrenti al di sotto della storia, pensate per essere assimilate dagli spettatori. In particolare, il personaggio principale, il Maestro Wu, è stato ripetutamente rappresentato ponendo l'accento sul superamento degli ostacoli interiori che possono impedire a una persona di raggiungere la grandezza. Questo tema è stato illustrato anche dai ninja, che superano i loro ostacoli personali e raggiungono il loro "vero potenziale". Tommy Kalmar, responsabile della storia e dell'intrattenimento, ha dichiarato: «Dietro le icone dei draghi e dei ninja c'è questa avvincente narrazione completa sui bambini che acquisiscono sicurezza, trovano la loro voce interiore, imparano qualcosa di nuovo su se stessi, realizzano qualcosa e, all'improvviso, possono fare di più».

### Ambientazione
La serie è ambientata nel mondo di Ninjago, un pianeta costituito da un vasto oceano, chiamato mare infinito, nel quale sono presenti due isole speculari, dalla grandezza di un continente, l'isola delle tenebre e l'isola propria di Ninjago. Come spiegato da Misako nell'episodio 7 della seconda stagione, le due isole, in passato, erano unite in un'unica terra che, però, il Primo Maestro di Spinjitzu decise di separare in due metà, così da bandire l'Overlord nell'isola delle tenebre. Ninjago sembra inoltre un luogo vagamente ispirato all'Asia orientale nell'apparenza e nella cultura, ma pur presentando edifici dall'aspetto storico e abiti tradizionali, la storia è ambientata in un'epoca moderna. In particolare, sono due i posti ricorrenti della serie: il monastero di Spinjitzu, casa dei ninja nella prima stagione, bruciato in seguito dalle serpentine, ma ricostruito dopo la decima stagione, aggiornato in seguito con un hangar sotterraneo in cui P.I.X.A.L. costruisce mech e veicoli per i ninja; e la città di Ninjago City, una metropoli che comprende grattacieli, veicoli e tecnologie moderne o futuristiche, nella quale spesso avvengono molti degli scontri più importanti tra i ninja e i loro nemici.
Nell'episodio 7 della terza stagione, quando i ninja approdano nello spazio, è possibile vedere il mondo di Ninjago e le due isole che ne fanno parte. Ma nonostante Ninjago possieda un universo fisico, viene considerato un regno, definizione che, per quanto spiegato nella serie, si avvicina al concetto di dimensione. Infatti, come spiegato nella quinta stagione, oltre il regno di Ninjago, esistono altri sedici regni, ognuno con un proprio mondo e con delle proprie leggi fisiche. I ninja e i vari personaggi accedono a questi altri regni tramite portali, attivati dai draghi, da tè speciali o da artefatti magici chiamati cristalli del regno. Viene inoltre spiegato che questi regni sono separati da uno spazio vuoto, chiamato spazio Nether. Dalla serie, non è quindi chiaro da un punto di vista fisico dove si posizionino gli altri regni o se siano delle vere e proprie dimensioni o universi.

## Accoglienza

### Critica
Ninjago ha ricevuto recensioni ampiamente favorevoli dalla critica. Il recensore Lien Murakami per Common Sense Media ha dato alla stagione pilota una valutazione di tre stelle su cinque, descrivendola come "emozionante e divertente" e notando che "i personaggi ninja imparano lezioni di pazienza e lavoro di squadra dal loro saggio sensei". Tuttavia, la recensione ha anche affermato che lo spettacolo "è essenzialmente una pubblicità estesa per la linea di giocattoli LEGO Ninjago". Melissa Camacho, tramite Common Sense Media, ha dato alla quarta stagione una valutazione di tre stelle e ha commentato i "messaggi positivi" e i "punti di forza dei personaggi" nella serie affermando: "Lezioni su lealtà, perdita, sacrificio e lavoro di squadra sono sempre enfatizzate". La quinta stagione ha ricevuto una valutazione di tre stelle da Common Sense Media, e ancora Melissa Camacho ha detto: "Lealtà, lavoro di squadra e sacrificio sono temi comuni, rendendo questa una scelta solida per gli amanti dell'azione. Anche la perdita di una persona cara è un tema centrale in questa parte della serie".
Dave Trumbore per Collider ha commentato la sesta stagione intitolata Skybound, dando allo spettacolo una valutazione di quattro stelle e affermando che è "una divertente scorribanda attraverso la mitologia nell'era moderna che mette sempre in risalto il lavoro di squadra, la cooperazione e la lealtà, il tutto offrendo una serie altamente divertente e ricca di azione". Skybound ha ricevuto anche una valutazione di tre stelle da Common Sense Media, il quale ha notato che la stagione "contiene messaggi positivi su amicizia, pazienza, lealtà e uguaglianza di genere". Sempre Common Sense Media ha dato alla settima stagione una valutazione di tre stelle, con Melissa Camacho che ha commentato che la stagione trasmette buoni messaggi e ha "alcuni momenti divertenti, specialmente quando gli adolescenti scherzano tra loro. Ma al centro dello spettacolo c'è lo sforzo dei ninja e del loro maestro di aiutare Ninjago"; Camacho ha anche dato alla nona stagione una valutazione di tre stelle e ha commentato: "sono una squadra leale e fanno ciò che credono sia giusto per garantire che il bene trionfi sul male. Se sei un fan di Lego Ninjago, Braccato non ti deluderà". Barry Hertz per The Globe and Mail ha commentato: "Ninjago è uno spot pubblicitario lungo 10 stagioni per una delle linee di giocattoli più costose al mondo. Eppure, la sua grossolana esistenza è costantemente controbilanciata dall'immaginazione e dai poteri creativi dietro la serie di lunga data. Ninjago: Masters of Spinjitzu dovrebbe essere terribile, ma invece è una delle serie più piacevolmente complesse e ricche di mitologia in circolazione."

### Premi e riconoscimenti
La serie di Ninjago è stata nominata e ha vinto diversi premi. Nel 2012, il regista Peter Hausner è stato nominato nella categoria "Miglior regia in una produzione televisiva" agli Annie Award. Lo spettacolo è stato anche nominato al Festival internazionale della creatività Leoni di Cannes nel 2012 nella categoria "Branded Entertainment, miglior programma, serie o film di finzione". Nel 2012, i compositori Michael Kramer e Jay Vincent sono stati nominati ai BMI Film & TV Award, che hanno successivamente vinto. Sono stati anche vincitori ai BMI Film & TV Award del 2016. Nel 2015, Michael Kramer e Jay Vincent sono stati nominati agli Annie Award per la categoria "Miglior risultato musicale in una produzione televisiva/radiofonica animata". Nel 2016, lo spettacolo è stato nominato per un Nickelodeon Kids' Choice Awards nella categoria "Cartone animato preferito". Nel 2018, ha ricevuto una nomination per "Miglior Sound Design: Programma televisivo" ai Music + Sound Awards. Nel 2020, Michael Kramer e Jay Vincent sono stati nominati per la categoria "Direzione musicale e composizione eccezionali" ai Daytime Emmy Awards.8. Nel 2020, Ninjago ha ricevuto due nomination nella categoria "Migliore animazioni di un programma o di una serie" dei Leo Awards per direzione artistica e sonora. Nel 2021, la serie ha ricevuto quattro nomination nella categoria "Serie animate" dei Leo Awards per direzione artistica, direzione sonora, e performance della voce, con conseguente vittoria di Kenny Ng per la miglior direzione artistica nell'episodio Rockin' Jay la superstar. Nel 2022, Ninjago ha ricevuto quattro nomination nella categoria "Serie animate" dei Leo Awards, tra cui programma, regia per l'episodio Il cambiamento, direzione artistica per l'episodio Nyad e suono per l'episodio Assalto a Ninjago City.

## Episodi speciali

### Episodi canonici
Questa mini stagione è diversa dalle altre poiché gli episodi sono soltanto sei dalla durata di 2 minuti. I fatti narrati in questi episodi vanno cronologicamente a inserirsi nella stagione pilota. Gli episodi sono disponibili in Italia sul canale YouTube della Cartoon Network.
| n° | Titolo originale             | Titolo italiano                    |
| --- | ---------------------------- | ---------------------------------- |
| 1 | Secret of the Blacksmith     | I segreti della bottega del fabbro |
| Jay accompagna Nya a prendere le sue cose alla bottega di Kai, e mentre aspetta fuori Nya cade in una trappola degli scheletri che però riesce a sconfiggere senza l'aiuto di Jay. Il capo degli scheletri, Wyplash, ordina alla truppa di non raccontare a nessuno che si sono fatti battere da una ragazzina.                                              |                              |                                    |
| 2 | Flight of the Dragon Ninja   | Il volo dei Draghi Ninja           |
| I ninja tengono una gara di velocità con i draghi: chi vincerà sarà campione per un mese. La gara viene vinta da Cole, ma gli amici sostengono di non ricordare la conversazione e che quindi si rifarà la gara il giorno successivo. |                              |                                    |
| 3 | The New Masters of Spinjitzu | I nuovi maestri dello Spinjitzu    |
| I generali degli scheletri decidono di rubare le Armi d'Oro ai ninja, ma incapaci di controllare il potere combinano solo un sacco di guai e alla fine rimettono le armi al loro posto. Per tutto il tempo i ninja hanno dormito. |                              |                                    |
| 4 | An Under Worldly Take over   | La conquista dell'Oltretomba       |
| Cole chiede a Sensei Wu come Garmadon sia diventato il Re dell'Oltretomba, e questi ha un flashback nel quale ricorda che quando Garmadon cadde nell'Oltretomba sconfisse Samukai a duello, ottenendo il controllo sugli scheletri. Nel presente Wu mente a Cole dicendogli che non lo sa e che immagina si siano messi d'accordo davanti a una tazza di tè. |                              |                                    |
| 5 | Return to the Fire Temple    | Il ritorno al Tempio del Fuoco     |
| Nya e Kai tornano al Tempio del Fuoco e scoprono un passaggio per l'Oltretomba che riescono a chiudere dopo una dura battaglia, anche se Kai voleva fare tutto da solo. |                              |                                    |
| 6 | Battle Between Brothers      | Battaglia tra fratelli             |
| Wu racconta a Zane di come lui sconfisse Garmadon: dopo averlo sorpreso a rubare le Armi d'Oro, combatté con lui finché un fulmine evocato dal Nunchaku del Tuono non colpì il fratello rendendo la sua pelle nera e facendolo cadere nell'Oltretomba. |                              |                                    |

### Chen
Questi mini episodi che non sono canonici sono su Chen e Clouse, i due antagonisti della quarta stagione. Questi mini episodi non sono mai andati in onda in Italia.
| Ep. | Titolo originale           | Titolo italiano             | Prima TV USA   |
| --- | -------------------------- | --------------------------- | -------------- |
| 1   | Chen's New Chair           | La nuova sedia di Chen      | 14 luglio 2015 |
| 2   | Chair Play Chen            | Chen gioca sulla sedia      | 25 luglio 2015 |
| 3   | Chair Up Chen              | Chen sopra la sedia         | 25 luglio 2015 |
| 4   | Chairful What You Wish For | Presiede ciò che desideri   | 1 agosto 2015  |
| 5   | Bad Chair Day              | Brutta giornata sulla sedia | 1 agosto 2015  |

### Le storielle dei pirati
Questi mini episodi fanno vedere come Nadakhan aveva unito la sua ciurma di pirati ma non sono canonici perché hanno errori della continuità. Questi mini episodi sono disponibili in italiano sul canale YouTube della LEGO.
| Ep. | Titolo originale                 | Titolo italiano                 | Prima TV USA    | Prima TV Italia |
| --- | -------------------------------- | ------------------------------- | --------------- | --------------- |
| 1 | The Tall Tale of Flintlock       | La storiella di Flintlock       | 17 gennaio 2016 | 10 giugno 2016  |
| Flintlock era un pirata molto famoso per la sua mira impeccabile, che aveva sconfitto alcuni dei più grandi pirati del suo tempo. Un giorno, durante una tempesta, iniziò uno scontro tra la sua nave e quella del capitano Nadakan, un Jin in grado di esaudire 3 desideri, che fini con la vittoria di quest'ultimo.Flinn, in mezzo all'Oceano, riceve la visita di Nadakan, e gli offre la possibilità di esprimere tre desideri. Flinn desidera di potere tornare all'asciutto e Nadakan lo spedisce nel deserto. Come secondo desiderio chiede di potere stare in un posto più fresco e finisce in una landa ghiacciata. Come ultimo desiderio chiede di tornare su una nave e Nadakan lo arruola nel suo equipaggio. |                                  |                                 |                 |                 |
| 2 | The Tall Tale of Dogshank        | La storiella di Dogshank        | 17 gennaio 2016 | 10 giugno 2016  |
| Dogshank era una bravissima atleta che sfortunatamente arrivava sempre seconda. Il suo essere vanitosa la fece diventare permalosa e questo la portò a barare, cosa che non servì a niente. Quando Nadakan la trovò lei chiede di potere diventare invincibile in ogni sport e il Jin la trasformò in un essere brutto ma fortissimo. Alla fine entrò a fare parte dell'equipaggio di Nadakan. |                                  |                                 |                 |                 |
| 3 | The Tall Tale of Monkey Wretch   | La storiella di Monkey Wretch   | 17 gennaio 2016 | 10 giugno 2016  |
| 4 | The Tall Tale of Doubloon        | La storiella di Doubloon        | 17 gennaio 2016 | 10 giugno 2016  |
| Doubloon era un grande scassinatore che riuscì a compiere incredibili rapine. Era anche un gran chiacchierone che imparò lo Spinjitsu. Un giorno si intrufolò in una nave che si era fermata a un porto per fare rifornimenti. Dopo avere rubato qualche soldo venne scoperto da Nadakan, che lo trasformò in un doppia-faccia (un uomo muto con due facce immobili). Doubloon fu costretto ad arruolarsi nell'equipaggio di Nadakan. |                                  |                                 |                 |                 |
| 5 | The Tall Tale of Clancee         | La storiella di Clancee         | 17 gennaio 2016 | 10 giugno 2016  |
| Clancee era una serpentina che sin da piccolo aveva sempre voluto diventare un pirata, ma che riusciva solo a mettersi nei guai. Diventato adulto lasciò le serpentine e trovò un piccolo lavoro al porto. Un giorno, mentre puliva il ponte, incontrò uno scorbutico pirata che era stato appena arruolato nell'equipaggio di Nadakan. Clancee scivolo dal ponte e fece cadere il pirata in mare. Successivamente Flinntlock, vedendo solo Clancee nei paraggi e pensando che fosse lui il nuovo pirata, lo chiamò sulla nave. |                                  |                                 |                 |                 |
| 6 | The Tall Tale of Squiffy & Bucko | La storiella di Squiffy & Bucko | 17 gennaio 2016 | 10 giugno 2016  |

### Il Passato dei cattivi
Questo mini episodi canonici raccontano la storia di diverse cattivi precedenti per far ricordare le persone che guardano la serie il loro passato prima che ritorneranno nel Il Giorno di Chi non c'è Più. Sono disponibili sul canale YouTube della LEGO.
| Ep. | Titolo Originale     | Titolo Italiano      | Prima TV ITA   |
| --- | -------------------- | -------------------- | -------------- |
| 1   | The Story Of Pythor  | La storia di Pythor  | 29 giugno 2016 |
| 2   | The Story Of Morro   | La storia di Morro   | 29 giugno 2016 |
| 3   | The Story Of Cryptor | La storia di Cryptor | 29 giugno 2016 |
| 4   | The Story Of Chen    | La storia di Chen    | 29 giugno 2016 |
| 5   | The Story Of Kozu    | La storia di Kozu    | 29 giugno 2016 |
| 6   | The Story Of Samukai | La storia di Samukai | 29 giugno 2016 |

### Operazione Heavy Metal
Questi mini episodi erano solo usciti in Cinese fino al 2022, quando il co creatore della serie cominciava a postarli su Twitter. Non sono mai andati in onda in Italia.
| n° | Titolo Originale                   | Titolo Italiano                     |
| -- | ---------------------------------- | ----------------------------------- |
| 1  | Operation Heavy Metal: Machia      | Operazione Heavy Metal: Machia      |
| 2  | Operation Heavy Metal: Buffmillion | Operazione Heavy Metal: Buffmillion |
| 3  | Operation Heavy Metal: Blunck      | Operazione Heavy Metal: Blunck      |
| 4  | Operation Heavy Metal: Raggmunk    | Operazione Heavy Metal: Raggmunk    |

### Decoded(non canononico)
Questa mini stagione non canonica è un riepilogo delle prime sette stagioni per i nuovi fan del film e racconta una storia di Zane che riceve un virus, i dieci episodi di 11 minuti non sono mai stati doppiati in italiano.
| Ep. | Titolo originale            | Titolo italiano             | Prima TV USA     |
| --- | --------------------------- | --------------------------- | ---------------- |
| 1   | Legacy                      | Legacy                      | 27 novembre 2017 |
| 2   | Vehicles and Mechs          | Veicoli e Mech              | 4 dicembre 2017  |
| 3   | Legendary Places            | Luoghi leggendari           | 11 dicembre 2017 |
| 4   | Ninjago's Most Wanted       | I più ricercati di Ninjago  | 18 dicembre 2017 |
| 5   | The Digiverse and Beyond    | Il Digiverse e oltre        | 25 dicembre 2017 |
| 6   | The Elemental Masters       | I Maestri Elementali        | 1 gennaio 2018   |
| 7   | Beasts and Dragons          | Bestie e draghi             | 8 gennaio 2018   |
| 8   | Rise of Garmadon            | Ascesa di Garmadon          | 15 gennaio 2018  |
| 9   | Prophecy of the Green Ninja | La profezia del Ninja Verde | 22 gennaio 2018  |
| 10  | Greatest Battles            | Le battaglie più grandi     | 29 gennaio 2018  |

### Racconti dal Monastero di Spinjitzu
Questi mini episodi canonici fanno vedere delle avventure dei ninja e fanno vedere i set di Ninjago: Legacy. 
| Ep. | Titolo Originale   | Titolo Italiano                  | Prima TV       |
| --- | ------------------ | -------------------------------- | -------------- |
| 1   | Master Class Ninja | Master Class Ninja               | 15 aprile 2019 |
| 2   | Green and Gold     | Verde e Oro                      | 16 aprile 2019 |
| 3   | The Weekend Drill  | Trivellazione del fine settimana | 17 aprile 2019 |
| 4   | Elemental Rider    | Il cavaliere elementale          | 18 aprile 2019 |
| 5   | Blue Lightning     | Fulmine Blu                      | 19 aprile 2019 |
| 6   | Samurai X-Treme    | Samurai X-Treme                  | 20 aprile 2019 |

### Corti LEGACY - Ninjago reimmaginato
Questi episodi (che vanno dai 3 ai 6 minuti) sono usciti sul canale ufficiale della LEGO, per festeggiare i dieci anni della serie. Essi non sono canonici con la serie, tranne l'ultimo episodio che mostra cosa è successo al maestro Wu tra la settima stagione (Le lancette del tempo) e l'ottava stagione (I figli di Garmadon).
| n° | Titolo originale                    | Data di uscita |
| -- | ----------------------------------- | -------------- |
| 1  | Golden Legend                       | 23 aprile 2021 |
| 2  | Gold Rush                           | 30 aprile 2021 |
| 3  | A Day in the Life of a Golden Ninja | 7 maggio 2021  |
| 4  | Sweatin' to the Goldies             | 14 maggio 2021 |
| 5  | Golden Hour                         | 21 maggio 2021 |

### Le virtù dello Spinjitzu
Corti pubblicati sul sito Ninjago.com e sul canale YouTube ufficiale della Lego. Il vero scopo per cui sono usciti è di pubblicizzare i set di Ninjago: Core, e di far avvicinare nuovi fan alla serie. La storia parla delle sei virtù dello Spinjitzu che i ninja impareranno cercando di salvare il Maestro Wu da un grosso drago. Tommy Andreasen, vice creatore della serie, ha affermato che questi episodi possono essere considerati canonici o non canonici con la serie originale a seconda di un punto di vista soggettivo.
| Ep. | Titolo originale                       | Virtù      | Data di uscita   |
| --- | -------------------------------------- | ---------- | ---------------- |
| 1   | Can the ninja save the Master Wu?      | Curiosità  | 11 gennaio 2022  |
| 2   | Can the ninja escape the deadly lava?  | Equilibrio | 18 gennaio 2022  |
| 3   | The ninja must win the thrilling race! | Saggezza   | 25 gennaio 2022  |
| 4   | A jousting battle for the Ice Emperor  | Onestà     | 1º febbraio 2022 |
| 5   | The ninja return to Shintaro           | Generosità | 8 febbraio 2022  |
| 6   | Entering the dragon's nest!            | Coraggio   | 15 febbraio 2022 |

## Libri

### L'isola delle tenebre
La storia di questo libro è canonica con la serie, e narra le vicende avvenute tra Skybound e il Giorno di chi non c'è più.
Il racconto inizia con Misako che nota la scomparsa di alcuni pescatori e decide di mettersi in viaggio, navigando in mare, per scoprire cosa sia successo. Il maestro Wu, preoccupato di mandarla in spedizione da sola, affida a Ronin il compito di accompagnarla. Ma mentre i due sono sulla nave, vengono attaccati da dei pirati. L'assalto rompe la nave, che viene trascinata a riva dalle onde e trovata dal maestro Wu. Quest'ultimo trova un messaggio sulla nave, da parte di Misako, in cui lei scrive di non andare a cercarla poiché troppo pericoloso. Wu ovviamente fa il contrario e con i suoi ninja, si mette in viaggio alla ricerca di Misako e Ronin dispersi. Anche loro però vanno incontro a un brutto destino. Infatti, una turbolenta tempesta, ribalta la loro nave, la Destiny Bounty, disperdendo i ninja in punti diversi. 
Il maestro Wu e Lloyd si risvegliano in una foresta insieme alla Bounty, che è in pessime condizioni. Decidono così di ripararla e a farla navigare nel fiume. A quel punto il maestro Wu, vedendo la cattiva aria che lo circonda, si accorge che sono finiti sull'isola delle tenebre, l'isola in cui Garmadon ne La Lega del Ninja verde aveva trovato l'Overlord.
Intanto anche Jay e Nya si svegliano e incontrano una ciurma di pirati che riconoscono subito. Si tratta dell'equipaggio della fortezza della sventura, la ciurma di Nadakhan con cui avevano combattuto nella sesta stagione, ma che solo Jay e Nya potevano ricordare a causa del desiderio finale espresso da Jay stesso. I due ninja sono quindi preoccupati di trovare Nadakhan insieme alla ciurma, ma di lui non c'è traccia. Durante il combattimento, un mostro marino crea fastidi, ed è qui che appare Ronin, rifugiato in una caverna vicina. Il mostro permette a pirati di scappare, ma Jay, Nya e Ronin vogliono vederci chiaro, e come Lloyd e Wu, si mettono alla ricerca di Misako. Proprio Lloyd, inizia a percepire l'aria dell'isola, diventando scontroso e aggressivo, con Wu che cerca di calmarlo, ma senza successo. Quindi Lloyd abbandona l'imbarcazione e va via, lasciando Wu da solo. Nel frattempo, Zane e Cole si svegliano su una montagna vulcanica, e sentono delle voci da sottoterra. Qui vedono i pirati che costringono i pescatori scomparsi a lavorare per estrarre la materia oscura dell'isola, la stessa che Garmadon usò nella seconda stagione. Fra i prigionieri c'è anche Misako. Zane e Cole decidono di agire lentamente e con un piano, prima di buttarsi all'attacco. Ma in quel momento arriva Lloyd che attacca subito i pirati. La copertura di Zane e Cole salta e anche loro si buttano a dare una mano, facendo anche riprendere Lloyd dall'aria oscura. Intanto il maestro Wu, arriva in una caverna e capisce subito che il nuovo male dell'isola arriva da lì. Quando entra scopre che a capo del malvagio piano c'è Clouse, il servitore di Chen ne Il torneo degli elementi, e che era scappato dal regno maledetto quando Morro in Possessione aveva aperto il portale tra i due regni. Clouse spiega che non riuscendo a trovare la teiera di Tyrahn per liberare Nadakhan (cosa in realtà successa in Skybound, ma cancellata a causa sempre del desiderio di Jay), con la sua magia, ha liberato la sua ciurma imprigionata negli altri regni, costringendola a lavorare per lui. Il suo piano, infatti, è quello di prendere la maggior quantità di materia oscura e depositarla nel tempio della luce, unico posto in cui le tenebre non prevalgono nell'isola. Ma se il tempio della luce fosse stato ricoperto di materia oscura, anche le sue difese sarebbero cadute in mano alle tenebre e Ninjago sarebbe caduta nell'oscurità. In questo modo Clouse avrebbe preso il controllo del regno. Il maestro Wu cerca quindi di affrontare Clouse, ma quest'ultimo lo respinge e scappa via rubando anche la Bounty. Intanto i ninja si rincontrano tutti e trovano anche Kai che si era disperso nel deserto. Dopodiché affrontano la ciurma di pirati e anche loro scoprono il malvagio piano di Clouse. Alla fine, dopo aver ritrovato il maestro, i ninja tutti insieme affrontano Clouse, che viene rispedito nell'oltretomba proprio da Wu. Salvato Ninjago ancora una volta, i ninja, Wu, Misako e Ronin tornano a casa.
Questo libro è una storia accaduta realmente nella serie e si può notare dal fatto che nella stagione La marcia degli Oni, il maestro Wu fa dipingere al monastero un murale apposito, ovvero quello in cui si vede Clouse sopra il tempio della luce.

### La vendetta di Pythor
Questo libro canonico racconta avvenimenti accaduti tra la sesta e la settima stagione. La storia è ambientata il giorno dopo Il giorno di chi non c'è più e narra di Pythor che prova a rivelare il BorgWatch, un orologio che appare nella settima stagione. Purtroppo, i ninja riescono a scambiare l'orologio con uno finto e Pythor scappa via alla fine. Questo libro è stata l'ultima apparizione di Pythor fino alla quattordicesima stagione (Cristallizzati).

### Way of departed (La via di chi non c'è più)
Questo libro è scritto personalmente da uno dei creatori di Ninjago, ovvero Tommy Andreasen, ed è ancora incompleto, arrivando per ora a 24 capitoli. Narra le vicende accadute tra la settima stagione (Le lancette del tempo) e l'ottava stagione (I figli di Garmadon). L'autore pubblica i capitoli della storia su Twitter. Per il momento, il racconto non è ancora canonico, ma potrebbe diventarlo appena il libro verrà completato. Tommy infatti vorrebbe che il libro diventasse parte della storia della serie. Questo perché nel libro vengono spiegate molte cose, come ad esempio il perché tra la settima e l'ottava stagione i ninja non utilizzano più i draghi elementali e l'airjitzu. Da quello che il libro racconta, i draghi elementali non vengono più usati dai ninja a causa della perdita, nella settima stagione, del maestro Wu. Questo gli causa paura e insicurezza e piano piano i ninja non riusciranno più a evocare i draghi. Per quanto riguarda l'airjitzu, ci viene raccontato che i ninja scoprono che quella mossa è collegata in qualche modo con la magia Edo, una magia oscura. Per questo i ninja smettono di usare la tecnica inventata dal maestro Yang.
Il racconto inizia con Cole che sogna di essere nel labirinto di ghiaccio della tomba del primo di Spinjitzu. Nel sogno Cole cerca di specchiarsi, ma la cicatrice del suo riflesso inizia improvvisamente a brillare e la usa testa si apre. Alla fine la cicatrice lo assorbe. Dopo essersi svegliato Cole chiede al fantasma di Sensei Yang, che a insaputa degli altri ninja continua a vivere nel tempio di Arjitzu, perché la sua cicatrice sta brillando. Yang gli risponde che la sua non è una cicatrice, ma una spaccatura per il regno dei defunti che si aprirà presto. Su consiglio di Yang, Cole intraprende un viaggio verso il paese di Nom. Durante il viaggio rincontra Seliel, la figlia del sindaco di Nom che protegge il suo villaggio sotto l'identità del ninja fantasma. In seguito a Nom Cole incontra Jerahn, un ex allievo di Yang che era tornato umano grazie a Cole durante il giorno di chi non c'è più. Jerahn gli rivela che anche lui ha una cicatrice e che sta usando dei materiali provenienti da villaggi del periodo Edo (un'antica mangia oscura basata sul potere elementale della terra) per decorare Nom. Infine i due decidono che avrebbero rivelato tutto a Seliel e a suo padre quella notte. Subito dopo si scopre che Clouse, dopo esser diventato il re dell'Oltretomba, aveva attirato Cole a Nom per fare in modo che la grande quantità di magia Edo gli permetta di aprire la cicatrice di Cole e di tornare a Ninjago e di far tornare gli antichi sacerdoti Edo dal regno dei defunti in modo da far cadere Ninjago in una nuova era Edo. Quella notte Cole e Jerahn rivelano a Seliel e a suo padre che sospettano che Clouse voglia fare in modo che a Nom si concentri molto potere Edo, che potrebbe scatenare conseguenze imprevedibili. Lì il sindaco rivela che l'idea della magia Edo è stata di Karlof, il maestro del metallo. Karlof nel farttempo si trova lontano da Nom e si sente come se non fosse più sé stesso dopo aver combattuto nel torneo degli elementi di Chen. Karlof si trova tra molti scheletri che fanno da guardia agli abitanti spariti dai villaggi Edo. In seguito Clouse usa la magia Edo per portare la mente di Cole nell'Oltretomba per impedire a Cole di svegliarsi, e lo intrappola nella ruota panoramica che i ninja hanno costruito nella stagione pilota. Nel frattempo a Nom la cicatrice di Cole brilla in modo accecante e Seliel non riesce a svegliarlo. In seguito Karlof, insieme a un esercito di scheletri e ai prigionieri, marciano verso Nom. In seguito Cole riesce a liberarsi dalla ruota panoramica ma viene catturato da un ragno gigante. Intanto al monastero di Arjitzu Claire, una donna delle pulizie che sta badando al tempio mentre i ninja non ci sono, vede il fantasma di Yang. Lì grazie al libro dello Spinjitzu, un libro magico del sensei Wu con pagine che cambiano ogni giorno, Yang decide di mandare Claire al passaggio che collega il tempio del fuoco all'Oltretomba per salvare Cole. Dopo essere arrivata nell'Oltretomba incontra Cole (che si era liberato dal ragno) e insieme distraggono Clouse, il quale stava aprendo un portale per Nom, liberando Cole dal potere di Clouse. A Nom invece Seliel ha preparato delle trppole per fermare gli invasori e il sindaco ha avuto un'idea con cui potrebbe ottenere un esercito per proteggere Nom. Nel frattempo Ronan arriva a Nom per convincere degli imprenditori a investire sulle decorazioni in stile Edo. A un certo punto gli scheletri arrivano a Nom e inizia una battaglia. Aun certo punto Cole affronta Karlof e si rende conto che in realtà quello che sta affrontando non è il vero Karlof.

### Il libro dello Spinjitzu (Il diario di Wu)
Questo libro canonico è il diario di Wu della sua infanzia e vita fino la settima stagione (Le lancette del tempo).

### Garmadon Rulez! (Il diario di Harumi)
Questo libro è anch'esso canonico con la serie, infatti parla dei piani di Harumi del distruggere i ninja fin da quando è piccola. Infatti in questo libro, tradotto solo in tedesco, si scopre come Harumi ha creato la gang dei figli di Garmadon, di come si è procurata tutti i veicoli e di come fin da piccola abbia assunto un grande odio verso i ninja.

### The Splinter in the Blind Man's Eye (La scheggia nell'occhio del cieco)
Questo libro è personalmente scritto da uno dei creatori di Ninjago, Tommy Andreasen con l'aiuto di un fan di Ninjago, Lachlan Jansen. La storia ha 40 capitoli pianificati e non è ancora finito. I capitoli vengono pubblicati sul Twitter di Tommy Andreasen. Il raccolto è "potrebbe essere canonico" che spetta al lettore per decidere la sua canonicità. I protagonisti della storia sono Lloyd e Clancee e la storia è accaduta tra la decima stagione (La marcia degli Oni) e la undicesima stagione (Segreti dello Spinjitzu Proibito). Fenwick e la fortezza della sventura sono i antagonisti. Il libro continua la storia dei pirati del cielo dopo l'isola delle tenebre e continua anche la storia di Fenwick che era cominciata sette anni prima in stagione 5 (Possessione). La storia prepara anche alcune cose per la quattordicesima stagione (Cristallizzati) per esempio ha un capitolo dedicato a Quanish il vecchio, un personaggio che non appare in Cristallizati ma è molto importante.

### Spinjitzu Brothers (Fratelli dello Spinjitzu)
Questa serie di libri è sulle avventure di Wu and Garmadon quando loro erano giovani. Nel primo libro, Wu e Garmaodn combattano Nineko, una gatta antropomorfa. Nel secondo libro, i due fratelli combattono Tanbrax, un burattinaio che usa la magia oscura per trasformare le persone in burattini. Nel terzo libro, Wu e Garmadon esplorano una piramide maledetta e nel quarto libro, I due fratelli vengono bloccati in un dipinto maledetto.

### Il libro dei Poteri Elementali
Questo libro è un'enciclopedia dei poteri elementali scritto da Jake della undicesima stagione (Segreti dello Spinjitzu Proibito). Il libro include pagine e informazioni di tutti i poteri elementali.

### Garmadon
Questa serie di fumetti canonici in cinque numeri fa vedere cosa faceva Garmadon dopo la decima stagione (La marcia degli Oni). Garmadon è il protagonista della storia e Lord Mogra è l'antagonista. Lord Mogra vuole vendicarsi contro Garmadon perché lui l'aveva sconfitto nella prima guerra delle Serpentine. Mogra ruba il casco di Garmadon e trasforma i figli di Garmadon nei Corvi Rossi.

### Amber Spiral (Spirale Ambrata)
Questo libro è basato su storia cancellata "Amber Legacy (Eredità ambrata)". Skylor è la protagonista e il primo maestro dell'ambra è l'antagonista. La storia è uscita sul sito ufficiale della LEGO e ha 9 capitoli. La storia rivela informazioni importante sul potere dell'ambra è un po' di informazioni della madre di Skylor. La storia può essere canonica ed è accaduta dopo la nona stagione (Braccato) e la quattordicesima stagione (Cristallizzati).

## Film

I protagonisti nella versione cinematografica del franchise The LEGO Movie

Dopo il successo di Ninjago, la Warner Bros. ha annunciato la produzione del film, un altro spin-off di The LEGO Movie (2014), uscito in Italia nell'ottobre del 2017. Il film non è canonico alla serie ed è ambientato appunto nell'universo di The Lego Movie.